# Glossario micologico
Questa lista è suscettibile di variazioni e potrebbe essere incompleta o non aggiornata.

Il presente glossario contiene termini usati più comunemente in micologia.

## A

### Aberrante
termine che sta a indicare un carpoforo anormale.

### Aberrazione
vedi Lusus.

### Abieticolo
fungo che cresce sotto gli abeti.

### Abito
forma, aspetto.

### Acanthohyphidia
Hyphidia con numerosi, brevi aculei.

### Acerbo
che ha un sapore aspro, astringente.

### Acervolo
massa stromatica appiattita sulla quale sono inseriti i conidiofori.

### Acianofilo
non cianofilo.

### Acicolo
che cresce tra gli aghi, cioè sotto le conifere.

### Acido solforico
viene usato come reagente in soluzione acquosa al 50-60%.
Vedi anche: Reazione chimica (micologia).

### Acidòfilo
si dice di un fungo che sopporta o preferisce terreni a reazione acida.

### Aciforme
sinonimo di aghiforme.

### Acre
di sapore irritante, quasi caustico, bruciante, piccante, come per la carne di molti Lattari e Russule. Non va confuso con amaro.

### Aculeato
(spore) con ornamentazioni ad aculei.
organo avente forma aculeata o munito di fini aculei, come l'imenoforo dei funghi della famiglia delle Hydnaceae.

### Aculei
formazioni appuntite che si trovano nell'imenio delle Hydnaceae e di alcune Polyporaceae e sulla cui superficie sono disposti i basidi.

### Aderenti
si dice di lamelle o tubuli che per tutta o quasi la loro larghezza, nella parte approssimale al gambo, aderiscono a questo; è sinonimo di annesse; si dice delle parti di due organi quando risultano, per causa originaria o accidentale, intimamente collegate, ossia unite tra loro.

### Adnàte
(squame o altre decorazioni) piatte, non in rilievo; si dice di un organo strettamente aderente a un altro, come fosse saldato. Così, le lamelle si dicono adnate quando, nel punto d'inserzione sul gambo, vi aderiscono per tutta la loro larghezza (altezza); lo stesso vale per i tubuli delle Boletacee e gli idni delle Idnacee. La cuticola è adnata quando non può essere separata dalla carne sottostante; scaglie, fibrille, ecc. sono adnate quando risultano strettamente aderenti alle superfici dei cappello o dei gambo.

### Adriato
delle lamelle e dei tubuli, quando sono annessi allo stipite per tutta la loro altezza.

### Aerifero
si dice di un tessuto in cui gli spazi tra le ife sono occupati dall'aria.

### Aethalium
importante aggregazione di sporangi la cui formazione si realizza normalmente nei Mixomiceti.

### Afficolo o apìcula
Vedi Appendice ilare.

### Agaricales
(latino - solo plurale).
Ordine di funghi appartenenti alla classe dei Basidiomiceti.
Comprende generi con carpoforo composto da gambo, cappello e imenio lamellare.

### Agglutinati
si dice di organi riuniti e incollati tra loro che però possono essere separati senza provocare in essi alcuna lesione.

### Aghifoglie
piante che hanno le foglie a lamina stretta, a forma di ago (abete, larice, pino, ecc.). È sinonimo di conifere e si contrappone a latifoglie.

### Agrumàto
(odore) che ricorda in genere quello degli agrumi.

### Allantòidi
(spore) a forma di salamino o di salsicciotto; è sinonimo di botuliformi.

### Alocistidi
cistidi che presentano all'apice una massa oleoso-resinosa tra la parete esterna e interna (non nel plasma), caratteristica particolare del genere Resinicium.

### Alone
nei Geastrum è un'area ben definita intorno al peristoma.

### Alutàceo
colore giallo pallido, soffuso di grigio ricamato, color cuoio.

### Alvèolo
cavità in cui si formano gli aschi e le ascospore, per esempio nelle Pezizacee e nelle Morchellacee; cavità che ricorda le cellette delle api.

### Amarescente
di sapore debolmente amaro; da non confondere con acre. È sinonimo di amaricante.

### Amaro
dal sapore del chinino, del fiele: da non confondere con acre.

### Amfigeno
(imenio) distribuito su tutta la superficie del carpoforo (nelle Clavariaceae).

### Amigdaliforme
Si dice di una spora quando ha la forma di una mandorla.

### Amiloide
che reagisce in blu a contatto con i reattivi a base di iodio, come l'amido; spore o membrane delle ife (o porzioni, oppure superfici di ornamentazioni) si colorano di blu (violetto) col reagente di Melzer. L'amiloidia delle spore sovente può essere determinata anche macroscopicamente: uno strato possibilmente spesso di polvere sporale viene bagnato con alcune gocce di reagente di Melzer: dopo 2-3 minuti di azione questo viene assorbito con carta bibula, aggiungendo poi una goccia di acido cloridrico concentrato.

### Amiloidìa
vedi Amiloide.

### Ammassati
carpofori che crescono in gruppi molto fitti amorfi, senza forma fissa.

### Ammìne alifàtiche
composti chimici con odore salmastro.

### Ammonìaca
(NH3) viene usata come reagente in soluzione acquosa al 25%; c'è l'ammoniaca commerciale o idrossido d'ammonio (NH4OH).
Vedi anche: Reazione chimica (micologia).

### Ampollifòrmi
(cistidi) a forma di ampolla; definiti più correttamente ampullàcei o sfero peduncolati.

### Anastomizzàte
(anche anastomosàte) lamelle collegate tra di loro trasversalmente, ecc. formando come un reticolo o grossi alveoli (questo termine è usato anche per ornamenti delle spore).

### Anastomosi
Congiunzione dì lamelle o costolature o ife in senso trasversale; unione di due organi (verruche, lamelle, ecc.) a mezzo di nervature trasversali, o per intimo contatto tra loro in alcuni punti.

### Anellato
munito d'anello.

### Anello
residuo del velo parziale o di quello universale oppure di entrambi, che di solito circonda il gambo nella sua parte superiore (in alcune Agaricales).
Vedi Anello (micologia)

### Anfigeno
si dice dell'imenio quando si estende a tutte le parti dei fungo, come ad esempio nelle Clavarie, anziché essere localizzato, come di solito, sotto il cappello.

### Angiocarpico
si dice dello sviluppo dell'imenio, quando questo effettua la quasi totalità della sua crescita all'interno di membrane o anche di cavità chiuse (Gasteromiceti).

### Angolate
si dice delle spore che hanno un contorno.

### Annesse
lamelle che hanno una estremità aderente al gambo. Anche i tubuli possono essere annessi; sinonimo di aderenti; concetto riduttivo di Adnato: quando le lamelle o tubuli aderiscono allo stipite ma non per tutta la loro altezza. In senso stretto si dice di un organo congiunto, unito ad un altro, ma con rapporto d'unione, in senso micologico, piuttosto ambiguo e impreciso. Per lamelle annesse al gambo, sovente s'intende che esse sono solo parzialmente “adnate” e quindi toccano più o meno il gambo: ma in quale misura? In questo caso, autori francesi usano definirle “sub-libere” e la scelta dei termine sembra bene appropriata. Il vocabolo “annesso” deve quindi essere usato con molta cautela, diversamente si finisce per chiamare annesso ciò che è adnato.

### Anomalia
vedi Lusus.

### Ansa di anastomòsi
vedi Giunto a fibbia.

### Apicale
posto alla sommità.

### Apice
del cappello o dello stipite, riferendosi alla loro parte superiore.

### Apicula, Apicolo
piccola appendice alla base della spora che si unisce allo sterigma dei basidi. Più in generale, l'estremità acuminata di un organo; appendice.

### Aphillophorales
(latino - solo plurale)
Ordine di funghi appartenenti alla classe dei Basidiomiceti, caratterizzati dall'imenoforo esterno, non costituito da lamelle.

### Aplanospora
spora non mobile, non essendo dotata di strutture atte al movimento attivo

### Apofisi
rigonfiamento anulare sulla parte inferiore dell'endoperidio in alcune specie di Geastrum

### Apotècio
corpo fruttifero di un lichene a forma di coppa o di ciotola. Si distingue un apotecio lecanorino se è presente lo strato algale lungo il margine che circonda il disco dell'apotecio stesso e un apotecio lecideino se questo strato è assente.

### Apotecio lecanorino
corpo fruttifero di un lichene dove è visibile nettamente attorno all'apotecio stesso un bordino dello stesso colore del tallo e quindi diverso dal disco dell'apotecio.

### Apotecio lecideino
corpo fruttifero di un lichene dove attorno all'apotecio stesso vi è un bordino dello stesso colore del disco dell'apotecio, oppure non è presente del tutto

### Appendìce ilàre o ififera
piccola protuberanza che unisce la base delle spore allo sterigma. È sinonimo di apicolo e di apicula.

### Appendice
l'estremità delle spore sovente allungata con la quale la spora risiede sullo sterigma

### Appendicolàto
(margine del cappello): ornato di residui velari debordanti che formano una decorazione fioccosa o a merletto. Dello stipite o dei cappello. Nel primo caso quando lo stipite termina in una specie di appendice radicante (come in B. appendiculatus), nel secondo quando il margine è decorato dai resti dei velo parziale o generale.

### Appressate
dicesi di lamelle che, con l'estremità approssimale al gambo, vengono a contatto con questo in un solo punto. È sinonimo di attingenti; si dice di organi (peli, fibrille, ecc.) quando sono strettamente applicati sul supporto che li sostiene.

### Appressorio
struttura che in alcuni funghi fitopatogeni serve per l'adesione al substrato (ad esempio una foglia) su cui vive

### Aracnoide
formato di filamenti a disposizione ricordante una tela di ragno

### Aracnoideo, Araneoso
si dice di un organo che ricorda per forma e leggerezza i fini filamenti della tela di ragno.

### Arcuato
ricurvo come un arco. Si dice in particolare delle lamelle quando il loro filo ha un profilo concavo, cioè il taglio delle lamelle nettamente concavo.

### Areola
piccola area geometrica delimitata da screpolature.

### Areolàto
(cappello) con disegno a mosaico; si dice dei cappello quando è diviso in piccole superfici (areole) delimitate o separate da screpolature. Con molta approssimazione potrebbe intendersi una superficie a mosaico.

### Armilla
manicotto inguainante il gambo a partire dalla base, ascendente sin verso la cima, dove si apre ad anello, e che si forma dal velo generale in talune specie di funghi.

### Arrifimitico
(riferito al sistema delle ife della trama) formato da ife generative e ife connettive (detto anche «dimitico con ife connettive»)

### Arrotolàto
(margine pileico): marcatamente rivolto verso il margine del cappello, oppure verso l'imenoforo e allora simile a un capitello ionico o a una chiocciola se visto in sezione.

### Arrotondate
(lamelle) sinonimo di sinuate.

### Ascendente
si dice delle lamelle quando, partendo dal margine dei cappello, risalgono verso l'alto nel punto d'inserzione al gambo. Il termine si adatta bene per le lamelle dei funghi a cappello conico o campanulato (Mycena, Panaeolus, ecc.). È pure usato per indicare la direzione dell'anello risalente dal basso, sul gambo di certi funghi (armilla) e originato dal velo generale.

### Asco
Cellula madre o fertile a forma di sacchetto, presente negli ASCOMICETI, in cui vengono formate le ASCOSPORE.

### Ascoma
nome generico per indicare il corpo fruttifero fungino, nel quale sono portati gli aschi

### Ascomiceti
funghi caratterizzati dagli aschi.

### Ascospore
spore che si formano nell'Asco.

### Aspro
si dice di sapore astringente, ma non amaro. Si dice anche di una qualsiasi superficie che dia al tatto una sensazione di scabro o di ruvido.

### Assile
nei licheni è la cavità ripiena d'aria presente nella struttura portante interna del tallo. Di norma sono intrecciate per fornire maggiore sostegno.

### Assonànza morfocromàtica
termine da noi proposto per indicare una particolare situazione in cui i corpi fruttiferi di due specie diverse, forse soprattutto in virtù della loro vicinanza, appaiono quasi identiche per forma, colore e portamento (habitus). Abbiamo osservato come questa somiglianza sia tanto più marcata quanto più le specie crescono vicine. In taluni casi verrebbe spontaneo pensare a corpi fruttiferi provenienti da uno stesso micelio (per esempio Tricholoma vaccinum e Tricholoma imbricatuni, dal momento che già nei loro aspetti abituali di crescita i due funghi mostrano una certa affinità);

### Asterosporate, asterosporee
specie che hanno le spore reticolate e appartengono alla famiglia delle Russulacee (Russule e Lattari).

### Asterostremelloide
Tessuto di ife, con ife ripetutamente e a breve distanza ramificate ad angolo ± retto, i cui elementi terminali assumono in tal modo un aspetto a stella.

### Astringente
che provoca una sensazione di costrizione in bocca alla masticazione. È termine prossimo di aspro.

### Attenuato
Si dice di lamelle quasi libere, che aderiscono al gambo solo parzialmente oppure del gambo che si assottiglia dal basso verso l'alto o viceversa.

### Attingenti
sinonimo di appressate.

### Aureole
piccole aree che si formano quando la cuticola si screpola.

### Auriculòide
si dice di un carpoforo che richiama la forma di un orecchio umano; è sinonimo di auriforme.

### Austorio
struttura di assorbimento nutritivo di alcuni funghi

## B

### Baio
color rosso bruno

### Ballistospore
spore sparate dal basidio con azione attiva.

### Base
parte inferiore di un organo; riferita alle lamelle, è la parte opposta dei margine, ossia quella che aderisce al cappello. Nel gambo, riguarda l'estremità inferiore.

### Basi forti
Idrato di potassio o potassa caustica (KOH) e Idrato di sodio o Soda caustica (NaOH); soluzioni acquose al 20 40%.

### Basìdio
Cellula fertile dei Basidiomiceti, semplice o settata, di forma solitamente clavata, che sorregge le spore (basidiospore), di solito in numero di 4, sostenute, ciascuna, da una piccola appendice detta sterigma.

### Basidiòlo
piccolo basidio immaturo, senza sterigmi.

### Basidiomiceti
Divisione di funghi caratterizzati dal basidio.

### Basidiospore
spore unicellulari che si formano alla sommità del basidio.

### Bifido
Gambo o lamella che si divide in due a un certo punto della sua lunghezza e pertanto simile a una fionda o a un diapason; è sinonimo di forcato, biforcato, biforcuto.

### Biforcato
vedi Bifido.

### Biforcùtola
vedi Bifido

### Bilaterale
vedi trama delle lamelle

### Biotopo
si dice dei luogo dove una comunità di organismi trova le adatte condizioni per vivere.

### Biotrofico
vedi parassita

### Bissoide
si dice di un micelio formato dall'insieme di filamenti fini e setosi che circonda la base dei gambo e che, in certo modo, per il suo aspetto, richiama alla mente una finissima tela di lino (bisso).

### Blastidio
(dal latino tardo blastidium)
Propagulo di forma globulare che contiene micobionte e fotobionte che cresce durante la germogliazione dei licheni

### Boletales
(latino, solo plurale)
Ordine di funghi appartenenti alla classe dei Basidiomiceti.
Comprende generi con carpoforo composto da gambo, cappello e imenio formato da tubuli e pori.

### Boletoide
Carpoforo simile a quello di un Boletus ossia a cappello carnoso e gambo ingrossato.

### Bordo
sinonimo di orlo, margine, filo; si applica di solito al margine del cappello e al filo delle lamelle.

### Botulífòrmi
vedi Allantoidi.

### Briofile
specie che crescono tra il muschio.

### Brughiera
si tratta di un tipo di boscaglia tipica dei terreni permeabili alluvionali composta prevalentemente di cespugli e arbusti, tra i quali è tipica l'erica.

### Bulbilli
piccoli noduli sterili di ife a forma rotondeggiante

### Bulbilloso
si dice di un piccolo bulbo alla base di un gambo di un fungo gracile, sottile.

### Bulbo
estremità rigonfia di un organo, che in molti funghi è un rigonfiamento della base dei gambo; tale rigonfiamento o bulbo assume forme diverse, per cui si dice: bulbo olivare, marginato-turbinato o semplicemente turbinato, napiforme, subsferico. Talvolta, però, la base è detta semplicemente “rigonfia” o “bulbosa".

### Bulbòso
fornito di bulbo, cioè con gambo provvisto di bulbo nella parte basale.

## C

### Cadùco
(anello, verruca): che sparisce con facilità. È sinonimo di evanescente, labile e l'opposto di persistente.

### Calcicolo
che si sviluppa in terreno calcareo. È il contrario di calcifugo.

### Calcifugo
che non cresce in terreno calcareo.

### Caliculato, Caliciforme
carpoforo a forma di calice con gambo ± sviluppato

### Callo
punto della membrana sporica, all'estremità apicale, a parete sottile (non troncato).

### Campanulato
cappello a forma di campana, talvolta leggermente svasato, con largo umbone.

### Canalicolato
si dice dei gambo quando è vuoto internamente in forma di canale, ma non così piccolo da essere considerato "fistoloso”. Il termine è applicabile a funghi con gambo più o meno sottile come quello di certe Hydrocybe.

### Canescente
si dice di una superficie dall'aspetto biancastro o bianco-grigiastro, che può essere o no ricoperta di una leggera peluria o di una pruina avente tale tinta; il termine riguarda sovente il cappello di certi funghi, come ad esempio il Coprinus atramentarius.

### Cangianti
(a bande): il gambo presenta un disegno a bande procedenti irregolarmente a zig-zag (derivante dalla lacerazione di uno strato superiore di tessuto o di un velo)

### Cannella
color bruno rosso

### Capillizio
filamenti sterili che si trovano nella carne di certi funghi (Gasteromiceti, Mixomiceti) e che servono alla disseminazione delle spore.

### Capitato
si dice di un organo che presenta un brusco rigonfiamento alla sommità, come una piccola testa. Il termine si usa particolarmente per i basidi e le cistidi.

### Capitulàti
(cistidi) a forma di birillo.

### Cappèllo
la parte superiore (incluso imenoforo) nei funghi con gambo, assai variabile per dimensioni, forma, colore e ornamentazione: può avere consistenza e struttura diversi rispetto a quelle del gambo. Vedi anche pileo.

### Carminofilia
vedi Granuloso.

### Carminòfilo
(basidi) vedi Siderofilo.

### Carne o trama
tessuto più o meno sviluppato e consistente che costituisce la sostanza propria dei funghi, escludendo il rivestimento del cappello e del gambo e l'imenio.

### Carnicìno
colore rosato, simile a quello della carne fresca.

### Carnòso
(cappello, gambo) sodo e resistente alla pressione delle dita; è qui considerato sinonimo di fibro carnoso.
si dice di un fungo con carne spessa, con particolare riferimento a quella dei cappello

### Carpoforo
è il corpo fruttifero del fungo, vale a dire quello che noi nel linguaggio corrente chiamiamo fungo; si dice dell'insieme di gambo, cappello, tubuli o lamelle o idni, comunque sia conformato l'imenoforo. È il frutto del fungo vero e proprio, che reca in sé l'apparato riproduttore.

### Cartilagineo, Cartilaginoso
dicesi di tessuto di consistenza un po' elastica e tenace, come ad esempio nell'A. auricula.

### Cascante
vedi Pendulo

### Caso o fenomeno teratologico
vedi Lusus.

### Cassànte
(carne) di consistenza gessosa, fragile. Composta da cellule più o meno sferiche, si frattura nettamente, emettendo un rumore simile a quello di un legnetto spezzato.

### Cataimenio
imenio in cui prima si formano i cistidi e più tardi i basidi

### Caulocistidi
cistidi sulla superficie del gambo

### Cavernòso
(gambo) con piccole cavità o cellette interne; si dice soprattutto dello stipite, quando alla sezione longitudinale presenta internamente delle cavità ben definite.

### Cavo
dicesi di gambo che internamente è vuoto, come nel Boletinus cavipes e nel Gyroporus castaneus nello stadio maturo.

### Ceduo
tipo di bosco composto da piante prevalentemente cespugliose perché tagliate per far legna periodicamente (di solito ogni tre o quattro anni).

### Cellule a spazzola
( = diverticolate): cellule della cuticola, o cistidi, con brevi diverticoli a forma di verruche.

### Cenocitico
nei funghi, aggettivo riferito ad ifa non settata

### Centràle
(gambo) inserito simmetricamente al centro del cappello.

### Ceppàia
terreno ricoperto di ceppi, più o meno fitti.

### Cèppo
la parte inferiore, comprensiva di radici, di un albero tagliato.

### Ceràceo
si dice di un organo che richiama la consistenza della cera o il suo aspetto, come le lamelle di molti Igrofori, di alcune Russule.

### Cerchio delle streghe
disposizione in circoli dei corpi fruttiferi dovuta a una particolare estensione del micelio; è il modo di vegetare dei micelio di alcuni funghi superiori, per esempio Marasmius oreades, Calocybe gambosa e Cortinarius largus.

### Cercinato
gambo che presenta una o più zone evidenti del velo generalmente fibrilloso

### Cèrcini
residui di un velo formanti anelli sovrapposti.

### Cerebrifòrme
aspetto di un carpoforo simile a quello di un cervello, con circonvoluzioni irregolari.

### Ceròsa
dicesi della carne quando ha la consistenza o l'aspetto della cera.

### Cespitòso
Corpo fruttifero che cresce attaccato per un breve tratto alla base dei gambi di altri esemplari. Si può considerare sinonimo di aggregato, connato, fascicolato.

### Cheilocistidi
Cistidi che si formano sul filo delle lamelle.

### Chiazza ilare
macchia sopra lo sterigma delle spore (generalmente amiloide)

### Chitina
Sostanza componente la parete cellulare dei macromiceti

### Chrisocistidi
cistidi con un contenuto amorfo nel loro interno che in ammoniaca o KOH si colora di giallo (sovente giallo naturalmente)

### Cianòfìle
(spore) che danno una reazione bluastra a contatto del reattivo Blu cotone.
la membrana cellulare si colora da blu a violetto con una soluzione di blu cotone (blu anilina). Può essere osservato in membrane sporali, ornamentazioni sporali o pareti delle ife

### Ciatiforme
del cappello, quando è a forma di coppa, ossia depresso al centro, a forma di imbuto; dicesi di gambo a forma di mazza d'Ercole, di clava.

### Cifelloide
a forma di coppa o di ciotola (ciatiforme) o di tubo con imenio liscio

### Cigliato
taglio delle lamelle denticolato di fini fioccosità (dovute a cheilocistidi fortemente sviluppati; sovente la lamella appare bordata di colori più chiari o di bianco (lente!)

### Cinàrico
Odore che ricorda il gambo del carciofo tagliato di fresco o alcuni tipi di gomma.
Vedi anche: Odore (micologia)

### Cingolàto
Anello con forma simile ad una ruota dentata.

### Circellata
si dice della volva quando è frammentata in due o più anelli sovrapposti che circondano il gambo al disopra dei bulbo di base. Esempi: Amanita aureola, Amanita pantherina.

### Circonciso
significa che un organo è tagliato circolarmente. In particolare si dice della volva di certe Amanite quando, anziché avere il bordo libero con un certo sviluppo, essa si presenta come tagliata circolarmente a filo del bulbo di base del gambo.

### Cistidi con cristalli
Cistidi che presentano alla sommità cristalli singoli o riuniti in un ciuffo (costituiti soprattutto da ossalato di calcio). Sono detti anche muricati o coronati.
Vedi anche: Cistidio.

### Cistidi di trama
in contrapposto ai cistidi veri, nascenti nella trama e non nel subimenio

### Cistidi
cellule e formazioni piliformi sterili, generalmente ingrossate di forme e funzioni diverse, che si trovano nell'imenio tra i basidi sollevandosi al di sopra di questi e che nascono o dal subimenio come i basidi (cistidi veri) o più profondamente dalla trama (pseudocistidi). Anche sulla superficie del cappelli e dei gambo si trovano cistidi. Secondo la loro posizione si distinguono caulo, cheilo, dermato, pileo o pleurocistidi. Pseudocistidi possono essere a loro volta suddivisi secondo il loro contenuto o la loro reazione colorata. [Lacteocistidi con lattice;glococistidi con contenuto oleoso, metacromatico coi blu cresile; crisocistidi; feocistidi con contenuto brunastro, leggermente destrinoide; macrocistidi: si colorano di blu con sulfovanilina, di nero con sulfobenzaldeide; metuloidi].

### Cistidiolo
cistidio che per forma e grandezza si differenzia di poco dai basidi, ma che non produce sterigmi e spore

### Citologia
lo studio della cellula, della sua struttura e dei suo sviluppo.

### Citriformi
(spore): a forma di limone.

### Citrìno
colore giallo simile a quello della buccia di limone.

### Clamidospore
spore asessuali con membrana spessa che non sono originate da basidi o da aschi ma da un allargamento della cellula delle ife. Sono ricche di sostanze di riserva ed hanno funzione di resistenza

### Clavarioide
ramificato a forma di corallo

### Claviforme, clavato
che ha la forma di una clava, come Clavariadelphus pistillaris o lo stipite di Clitocybe clavipes.

### Cleistotecio
Corpo fruttifero fungino globoso e privo di aperture. In esso sono contenuti gli aschi

### Clitocybòide
con forma e/o portamento simile a quello delle Clitocybe.

### Clorospòrei
funghi le cui spore in massa (sporata) sono di colore verde o verdastro.

### Coalescenti
si dice di organi che si sviluppano in aderenza gli uni agli altri, come, ad esempio, talvolta accade per i gambi dei funghi fascicolati.

### Collare
lamelle riunite tra loro attorno al gambo a forma di colletto.

### Collarìum
formazione membranosa, cilindrica, piccolo cercine posto all'estremo apice del gambo, che circonda la cima dei gambo sulla quale s'inseriscono le lamelle.

### Collybiòide
con forma e aspetto generale simile a quello di una Collybia.

### Columella
parte sterile sotto forma di asse o cordone che fa parte della carne di alcuni funghi soprattutto Gasteromiceti, Tuberali, Mixomiceti.

### Compatto
della carne, quando è soda e spessa.

### Compositi
(pori): vedi Poro.

### Compresso
si dice del gambo quando è schiacciato e risulta quindi di sezione più o meno ellittica; anche le spore possono essere dette compresse, quando viste di profilo e di faccia, hanno i rispettivi diametri sensibilmente disuguali.

### Conchiforme
carpofori ± semicircolari (dimidiati) con gambo laterale o senza gambo.

### Concoide
che assomiglia a una conchiglia; il termine è in genere riferito al cappello dei fungo, il quale in tale forma o è sessile o ha il gambo disposto lateralmente.

### Concolore
dello stesso colore; di solito ammesso con un significato di relazione, e allora si parla, ad esempio, di lamelle concolori al cappello, di gambo concolore al cappello, ecc. Può però essere inteso anche come avente lo stesso colore in ogni sua parte; esempio: cappello concolore, cioè che è interamente dei medesimo colore.

### Concrescenti
carpofori della stessa specie crescenti da un'unica base, o anche parzialmente saldati fra loro fin dai primordi.

### Concresciuto
Termina che sta ad indicare carpofori sviluppatisi con parti unite.

### Confluente
si dice dei gambo quando non è separabile dal cappello; vedi Omogeneo. Si dice anche di altri organi uniti, congiunti tra loro, quali i bordi di due cappelli (esempio: Trametes versicolor), le verruche delle spore che si sono saldate, ecc.

### Conglobati, concrescenti
si dice dei gambi di più funghi connessi e saldati tutti in un'unica massa carnosa (esempio: Lyophyllum conglobatum).

### Conico
dicesi di cappello a forma di cono.

### Conidio
spora agamica che si genera spesso per distacco dalle ife.

### Conidioforo
particolare ifa fungina atta a produrre conidi.

### Conidiosporangioforo
termine derivante dalla fusione dei termini conidio, che indica l'elemento della riproduzione asessuata dei funghi e di alcune alghe, Sporangio, che si riferisce alla riproduzione tramite spora e -foro, suffisso che deriva dal greco phoros, che significa "che porta, che produce".

### Conifere
sinonimo di aghifoglie. Piante con frutti a forma di cono (pini, abeti, larici ecc.).

### Connati
si dice dei gambi dei funghi connessi tra loro alla base per 2 3 individui, vedi Cespitoso.

### Cono
sinonimo di strobilo.

### Contèsto
è così chiamata la carne delle Polyporaceae, ossia la parte sterile del carpoforo nei Polipori in modo particolare nel tratto del corpo fruttifero privo di tubuli.

### Contiguo
si dice di un organo che è a contatto di un altro elemento senza per questo aderirvi.

### Convèsso
(cappello): emisferico ma con curvatura meno accentuata; si dice dei cappello quando ha una curvatura molto debole, appena accennata, che non arrivi alla forma emisferica o a quella minima pianoconvessa.

### Coprofilo
si dice di fungo che cresce sul letame o sugli escrementi di animali. È sinonimo di fimicolo.

### Cordiforme
che ha la forma di un cuore; il termine si applica talvolta alle spore.

### Cordone miceliare
ife miceliari ingrossate e intessute fra loro alla base del carpoforo, in modo da formare quasi un cordone o una pseudo-radice

### Coriaceo
di consistenza simile a quella del cuoio.

### Coronati
vedi cistidi con cristalli.

### Corpo fruttifero
la parte portatrice degli organi della riproduzione; nei funghi superiori è quella volgarmente ma impropriamente chiamata Fungo, con forme e colori svariatissimi, cioè è il fungo nel suo insieme, detto anche carpoforo o ricettacolo.

### Cortex
corteccia: strato esterno di un tessuto o di un organo, differenziato dalle parti interne; il termine si applica al gambo di certe specie quando ha una sottile corteccia esterna, più dura e anche più colorita dei tessuto interno.

### Corticato
dicesi di gambo costituito da una corteccia esterna dura, differenziata dalla parte interna che è molle, spugnosa e che diventa più o meno vuota alla fine.

### Corticiòide
che ricorda una crosta o una corteccia e la forma più tipica nei funghi del genere Corticium.

### Corticolo, corticicolo
si dice di fungo che si sviluppa sulle cortecce, come molte Mycene. Da non confondere con lignicolo.

### Cortina
Velo parziale per lo più simile a una ragnatela, con funzione protettiva dell'imenio, il cui residuo sul gambo, sotto forma di filamenti arruffati e colorati dalle spore mature, dà origine alla zona cortinale.

### Costolato
spore con ornamentazioni molto in rilievo, a forma di costolature (talvolta irregolari)

### Costolatura
ornamentazione di un organo provvisto di coste o costole o nervature, ossia di sporgenze longitudinali sulla sua superficie, come ad esempio il gambo dell'Helvella crispa o le spore di alcune specie. Il termine non va confuso con striato, solcato.

### Crateriforme
(cappello): convesso con piccola depressione centrale.

### Crenulato, crenato
si dice del margine del cappello, del filo delle lamelle, ecc. quando presentano delle dentature ottuse (smerlature), e in generale di qualsiasi organo dotato di crenelature. Opposto di continuo, regolare.

### Crisocistìdi
cellule sterili il cui contenuto è giallo oro o muta a questo colore in presenza di Idrato d'ammonio o di potassio.

### Crosta
cuticola spessa, dura, sulla superficie di cappello o gambo

### Cumàrico
Secondo la classificazione degli odori, è un gruppo o categoria di odori che comprende alcuni "oggetti/riferimento" con timbri uguali o similari tra cui: Caffè torrefatto, Cicoria tostata, Cumarina, Elicriso, Liquerizio, Meliloto, Trigonella.
Vedi anche: Odore (micologia)

### Cuticola
sottile membrana che riveste il cappello di molti funghi dal quale può separarsi completamente, parzialmente o niente dei tutto. È lo strato più esterno del cappello, formata di ife strutturalmente differenziate da quelle della sottostante polpa. È sinonimo di pellicola.

## D

### Debordante
si dice generalmente della cuticola quando questa ha una superficie maggiore di quella del cappello e ne supera il bordo. È sinonimo di Eccedente.

### Decorrenti
dicesi di lamelle, tubuli o aculei che si prolungano più o meno lungo il gambo. Si dicono 'decorrenti con dentino' quando le lamelle si prolungano sul gambo solo con uno stretto filetto.

### Decorticato
che è privato della corteccia.

### Deiscènte
(corpo fruttifero) che si apre spontaneamente a maturità per favorire la fuoriuscita delle spore. Esempio: il foro alla sommità dei Lycoperdon.

### Deliquescente
si dice di un organo che si dissolve liquefacendosi per alterazione, come accade per le lamelle di certi Coprini, che si risolvono in un liquido nerastro.

### Dendrofisi
cellule (generalmente cheilocistidi o cellule della cuticola) con accentuata ramificazione (a forma di corna)

### Dendrofisoide
di tipo con dendrofisi

### Denticolato
si dice di un organo ornato di piccolissimi denti più sottili che nel seghettato. Esempi: il filo delle lamelle o il margine dell'anello di certi funghi.

### Depressione ilare
punto al disopra dello sterigma delle spore sul lato dorsale, quando questo è leggermente incavato

### Depresso
si dice del cappello che presenta al centro un infossamento più o meno largo e in genere poco profondo. Il termine è pure usato per indicare il bulbo di base del gambo di certi funghi quand'è un po' schiacciato. Vedi anche imbutiforme.

### Dermatocistidi
sinonimo di pilocistici, ossia le cistidi che si trovano sulla cuticola del cappello.

### Desquamato
dicesi di rivestimento del cappello rotto in squame o scaglie più o meno sollevate e arricciate.

### Destrinoide o pseudoaimilòíde
spore o ife che con reagente di Melzer o Lugol si colorano di giallo-bruno, da rosso-bruno a bruno vino (mantenendo questo colore anche al lavaggio). Vedi anche Amiloidi.

### Detèrsile o Detersìbile
che sparisce o può essere asportato con facilità.

### Díàfano
usato con significato di traslucido e semitrasparente, di aspetto simile a quello del l'alabastro; detto anche alabastrino.

### Diaframma
nel Vascellum tratto di separazione tra la gleba e la subgleba, a consistenza papiracea.

### Diaspora
unità complessa p.es. spore e conidi

### Dicohyphidia
strutture sterili, relativamente strette alla base, dicotome, ramificate all'apice

### Dicotomo
si dice di un organo biforcato secondo due assi divergenti. Esempio: le lamelle di molti funghi.

### Differenziato
si dice di un organo che presenta, rispetto a un altro, dei caratteri diversi o ben distinti.
Difforme: si dice di un organo che presenta modificazioni di forma rispetto a quella normale. Esempio: il cappello non orbicolare, ma più o meno deformato al bordo.

### Digitàti
(cistidi): vedi Diverticolati

### Dilatato, diffuso
si dice dei gambo che in alto è svasato più o meno ampiamente.

### Dimidiàto
(corpo fruttifero): con forma semicircolare.

### Dimidiato
si dice di solito dei cappello sessile quand'è sviluppato a metà, cioè pressoché a semicerchio.

### Dimìtico
(sistema ifale): costituito di ife generatrici (da cui si originano le strutture imeniali) e di ife scheletriche (cellule di sostegno). È anche l'abbinamento delle prime con ife connettive.

### Dimorfo
si dice di un organo che presenta due aspetti o due forme diverse.

### Discendente
termine impiegato per indicare solitamente l'anello pendente, come ad esempio quello delle Amanite. Alcuni autori usano il termine in senso esattamente opposto (vedi Ascendente).

### Disco
la parte centrale della superficie del cappello, la cui dimensione, da quella corrispondente al diametro dei gambo sottostante, può estendersi sino a metà dei diametro dei cappello stesso.

### Discreto, distinto
si dice di un organo distinto, separato e separabile senza lacerazioni, quindi facilmente, da un altro organo contiguo. Esempio: il gambo e il cappello di Psalliote, Amanite, ecc. È sinonimo di eterogeneo, separabile, e l'opposto di omogeneo.

### Dissepimènto
la parte sterile che delimita l'apertura di un poro con struttura e dimensioni molto variabili. Il termine, usato (a dire il vero molto poco) nel campo delle Polyporaceae, dovrebbe a nostro avviso essere introdotto anche nelle descrizioni delle Boletàceae a tubuli e pori. Ciò consentirebbe di distinguere i pori dai dissepimenti, almeno quando si parla di colore, poiché il poro non ha colore in quanto esso rappresenta l'orifizio di un singolo tubulo. Pertanto, il colore andrebbe riferito a quelle porzioni di tessuto' dell'imenoforo site tra un poro e l'altro e che, viste nel loro insieme, costituiscono lo strato esterno 'a vista' dell'imenoforo medesimo o 'superficie poroide'; queste porzioni sono appunto i dissepimenti. Considerata l'affinità, del resto ben nota a tutti, che esiste tra Polyporaceae e Boletaceae a tubuli e pori. Tale introduzione ci sembrerebbe tutt'altro che azzardata.

### Distale
si dice dell'estremità di un organo situata nella parte più lontana dal suo punto di origine o di attacco. È l'opposto di prossimale.

### Distanti
dicesi delle lamelle o dei tubuli che si avvicinano ma non sono a contatto del gambo.

### Disteso
dicesi di un cappello di forma quasi piana; si dice anche pianeggiante, spianato: si riferisce anche al margine dei cappello quando è diritto, orizzontale.

### Distinto
vedi Discreto.

### Diverticolàti
(cistidi): che mostrano delle protuberanze più o meno allungate e a volte ramificate; è sinonimo di digitati.

### Dolce
si dice, in genere, del sapore della carne, per significare che è mite, non acre o amara.

### Dòppio
dicesi di anello formato sia da resti di velo parziale che di velo generale, così da apparire come due anelli uniti insieme, uno sopra l'altro.

## E

### Eccedente
dicesi della cuticola che supera il margine del cappello; vedi Debordante.

### Eccentrico
il gambo si trova spostato rispetto al centro del cappello (ma non attaccato all'orlo)

### Echinocisti
piccole cellule da sferiche a ellissoidi presenti su ife, coperte in superficie da aculei

### Echinulate
si dice delle spore quando presentano una superficie ornata di piccole punte dette anche spine, con la loro estremità sovente non aguzza, ma ottusa.

### Edàfico
riguardante il rapporto tra le condizioni fisico chimiche del terreno e la distribuzione delle piante.

### Edule
commestibile, mangereccio.

### Effuso reflesso
carpoforo parte resupinato e parte piegato a forma di piccolo cappello

### Elastico
gambo flessuoso che si piega facilmente da una parte e dall'altra senza spezzarsi. Anche il cappello, le lamelle e la carne possono essere di consistenza elastica.

### Eliofili
in generale, organismi che amano la luce, Per quanto riguarda i funghi, si tratta di specie che si sviluppano fuori dei boschi veri e propri, ossia sono le specie dei prati, dei pascoli, delle praterie, delle lande, ecc.

### Ellissòidi (spore)
con forma quasi a ellisse.

### Ellittico
che ha forma di ellisse.

### Embricato
con squame tra di loro in parte ricoprentesi come tegole

### Emiangiocarpico
si dice dello sviluppo dell'imenio quando esso si forma in una cavità anulare chiusa, ma prosegue per il suo accrescimento all'aria libera, dopo la rottura dei velo di protezione. E un modo frequente di sviluppo degli Agaricali.

### Emisferico
dicesi di cappello a forma di una mezza sfera.

### Endocarpico
sinonimo di Emiangiocarpico.

### Endoperidio
lo strato interno di un peridio nei Gasteromiceti, che assume una consistenza papiracea.

### Epicute
quando la cuticola dei cappelli è formata da più strati, lo strato superiore è detto epicute (struttura diversa)

### Epifillo
fungo che cresce sulle foglie morte cadute.

### Epifita
fungo o qualunque altro vegetale che vive sulle piante sfruttando lo strato corticale come supporto, senza apportare danno all'ospite e senza che ciò implichi necessariamente parassitismo.

### Epifragma
sottile cuticola che nelle Nidulariacee chiude l'apertura del peridio.

### Epigeo
Corpo fruttifero che si sviluppa al di sopra del substrato. È l'opposto di ipogeo.

### Epispòrio
secondo l'accezione più usuale, è la membrana esterna della spora.

### Epitelio
accumulo di cellule sferoidali (o largamente ellittiche) (sovente formanti catene) e che corrispondono a un tricoderma evoluto (o a una palizzata tricodermale), (sovente dissociato in cellule singole).

### Eretto
posto in posizione quasi perpendicolare rispetto alla superficie su cui poggia. Riferito generalmente alle squame.

### Esaspòrico
a sei spore.

### Escoriata
si dice, di solito, della superficie dei cappello lacerata in scaglie, come accade per molte Lepiote.

### Esoperidio
velo esterno dei Gasteromiceti (vesce), liscio o ruvido, spesso caduco.

### Espanso
si dice dei cappello quando è pressoché piano fino al bordo, questo escluso, oppure anche del bordo stesso quando diventa orizzontale.

### Eterocarion
micelio contenente nuclei di genotipo diverso.

### Eterogeneo
(fungo) il cui gambo presenta una struttura diversa rispetto a quella del cappello ed è pertanto separabile con facilità dal cappello stesso; il termine può essere riferito anche al solo gambo.
(lamelle) che si asportano con facilità dalla polpa del cappello; è sinonimo di discontinuo, distinto e l'opposto di omogeneo.
(colore, tinta) con chiazze e/o striature più chiare o più scure rispetto al colore dominante. È l'opposto di uniforme.

### Eterotrofo
termine che indica un organismo incapace di «organicare» sostanza minerali, e che per il suo nutrimento abbisogna quindi di elementi già elaborati da altri esseri viventi, come è per tutti i funghi superiori.

### Eucarpico
tipo di moltiplicazione agamica in cui le strutture riproduttive si formano su appositi organi del soma fungino.

### Evanescente
vedi Fugace.

### Exsiccàtum
(pl. Exsiccàta): campione fungino debitamente essiccato per la conservazione in erbario e scopi scientifici.

### Exsuccus
si dice di un fungo o di un frutto quando è arido, senza succo, anche se carnoso.

## F

### Famiglia
vedi Tassonomia.

### Farcito
gambo ripieno di micelio molle, cotonoso, midolloso. Vedi Midolloso.

### Farinosa
si dice di una superficie del carpoforo (cappello, gambo, lamelle) quando è ricoperta di una finissima polvere bianca che assomiglia alla farina. Vedi anche Pruinosa.

### Farinoso granuloso
superficie polverosa farinosa con fini granuli o piccoli fiocchi.

### Fascícolato
si dice dei carpofori quando, unitamente ad altri, formano dei gruppi serrati, con i gambi saldati alla loro base, dalla quale si innalzano per un certo tratto più o meno lungo, aderenti o coalescenti gli uni agli altri. Vedi anche Cespitoso.

### Faseoliformi
Spore a forma di fagiolo o di rene.

### Fecàle
gruppo o categoria di odori comprendente alcuni 'oggetti' riferimento con timbro uguale o simile, tra cui
crosta di formaggio Fontina, gas illuminante, sterco umano o di gatto.

### Feltrata
si dice particolarmente della superficie del cappello quando presenta l'aspetto opaco del feltro, per avere peli corti, pressati gli uni sugli altri in tutte le direzioni.

### Feltroso
dicesi di rivestimento dall'aspetto del feltro, formato da peli bassi e molli pressati senza ordine gli uni sugli altri.

### Fenolico
Odore che ricorda il fenolo o l'inchiostro da calamaio.

### Fenòlo
soluzione acquosa al 2 3% (corrosivo).

### Fenomeno teratologico
vedi #Lusus

### Fertile
che forma spore.

### Festonato
Si dice dell'orlo del cappello o dell'anello, quando si presentano ornati dai residui del velo generale o parziale.
Vedi Appendicolato

### Fibrilla
piccola fibra, piccoli filamenti della cuticola del cappello o del gambo. Le fibrille possono far parte delle cellule della cuticola e vengono allora dette innate, oppure essere formate da cellule di natura diversa (generalmente dovute a residui del velo generale) e sono dette applicate o adnate.

### Fibrillàto o fibrillòso (cappello, gambo)
munito di fibrille.

### Fibroso
si dice di un tessuto, di solito il gambo dei fungo, quando la sua struttura, la sua massa carnosa, è composta di fibre allungate, resistenti e tenaci.

### Filo
la parte più sottile della lamella, rivolta verso il basso. Può essere intero, cioè liscio, denticolato, seghettato, eroso, irregolare, fimbriato, concolore alle lamelle, pallido, colorato. È sinonimo di margine, orlo, tagliente e l'opposto di dorso.

### Fimbriato
si dice in genere dei filo delle lamelle e del margine dei cappello, quando sono frastagliati frangiati. Il termine è impiegato anche per i pori dei Boleti e dei Polipori. È sinonimo di frangiato

### Fimicolo
fungo che cresce sullo sterco, sul letame in fermentazione. È sinonimo di Coprofilo.

### Fioccosa
si dice di una superficie ornata di finissimi fiocchi, ossia di piccole granulazioni tenere e molli. Esempio, la parte alta del gambo di alcuni Igrofori.

### Fissile
si dice di solito del margine dei cappello quand'è facile a fendersi radialmente con l'età. E sinonimo di scissile, ma questo termine s'impiega di solito per le lamelle.

### Fìstoloso
gambo non pieno, ma percorso all'interno da una piccola cavità.

### Fitoclimatologia
la scienza che si occupa del rapporto tra clima e vegetazione e degli effetti che ne derivano.

### Fitte
dicesi di lamelle molto vicine tra di loro; è il contrario di rade, spaziate.

### Flabelliforme
si dice di solito di un cappello a forma di ventaglio e quindi fissato lateralmente al suo supporto.

### Flebioide
Fungo con imenoforo a nervature che corrono da irregolari a quasi parallele poco o niente disposte a reticolo (che non generano anastomosi).

### Flessuoso
Irregolarmente ondulato, sinuoso.

### Flocculoso
dei carpoforo, quando presenta in qualche sua parte dei fiocchi o lanosità più o meno evidenti.

### Fomicato
riferito ai carpofori di alcuni Geastri in cui	peridio si spacca in lobi triangolari ripiegati verso l'esterno

### Forcato
Si dice di un organo diviso alla sua estremità in due o più parti, come ad esempio lamelle e cistidi.
Vedi Bifido.

### Forforaceo, Furforaceo
si dice di una superficie ricoperta di piccole scaglie, come fosse crusca o una fine segatura; es. cappello o gambo ricoperto di granulazioni finissime.

### Fossetta
piccola depressione a contorno più o meno arrotondato. Le fossette sono presenti in particolare nel cappello e nel gambo di diverse specie del genere Lactarius. Sinonimo di scrobicolo (vedi Scrobicolato)

### Fotobionte
in un lichene, è il simbionte fotosintetico che, grazie alla fotosintesi, produce la necessaria energia per la sopravvivenza del lichene stesso. Normalmente i fotobionti sono alghe verdi o cianobatteri (alghe azzurre).

### Fràgile
dicesi della carne o di un tessuto che si rompe, si frattura facilmente.

### Frangiato
dicesi del margine dei cappello con il bordo non integro ma abbondantemente appendicolato. Può riferirsi anche all'orlo delle lamelle e dell'anello. È sinonimo di appendicolato.

### Frastagliato
dicesi dei margine del cappello finemente lacerato.

### Friàbile
che si sbriciola facilmente. Riferito alla carne o, più spesso, alla volva.

### Fugace
che sparisce presto senza lasciar tracce; in particolare si riferisce all'anello o alla cortina (vedi differenza con caduco). È sinonimo di evanescente

### Funicolo
nelle Nidulariacee cordoncino ifale che unisce i pendioli con la parete interna dei peridi

### Fusiforme
che ha la forma di un fuso. Si dice in genere di un gambo attenuato ai due estremi, quando non ha uno spessore tale da essere considerato invece obeso o ventricoso.

### Fusòide (gambo, spora)
quasi a forma di fuso; se il gambo è solcato, esso ricorda un fascio di muscoli.

## G

### Galla
si tratta di rigonfiamenti tondeggianti che si formano su parti di piante verdi a causa di punture di insetti; nel nostro caso è una forma assunta da alcuni funghi parassiti (Exobasidiacee).

### Gambo
porzione inferiore di un fungo, di forma generalmente cilindrica, che sostiene il cappello; in relazione al modo con cui è inserito nello stesso cappello assume la posizione di "centrale”, “eccentrico", “laterale” (vedi cappello). Il gambo è detto “omogeneo” o "confluente” o “in continuità” con il cappello quando i tessuti della carne hanno la stessa struttura nelle due parti; quando la struttura invece è diversa, il gambo è detto "eterogeneo” o “separabile" dal cappello. Questa caratteristica distingue i generi Amanita, Lepiota, Agaricus ecc. nei quali il gambo si stacca facilmente e nettamente dai cappello.

### Gasteràles
(latino - solo plurale)
Ordine di funghi appartenenti alla classe dei Basidiomiceti. I carpofori sono di forma più o meno sferica con la parte fertile (imenio) contenuto all'interno.

### Gelatinoso
di consistenza gelatinosa, vitrea (generalmente riferito alla cuticola del cappelli, ife o trama del cappello superficie dei gambo)

### Geminati
si dice di organi uniti a due a due sul medesimo supporto.

### Genere
Vedi Tassonomia.

### Geotropismo
Capacità di sviluppo seguendo la forza di gravità;
lamelle e tubuli crescono verticali, in modo che le spore possano cadere.

### Gibboso
si dice di un organo che presenta una o più gobbe. Il termine si applica sovente al cappello, ma anche al gambo e alle spore.

### Gibollato
Cappello, o superficie in genere, con aspetto un po' gibboso, come martellato.

### Gimnocarpico
si dice dello sviluppo dell'imenio quando questo nasce alla superficie delle fruttificazioni, senza la protezione di alcun velo. Tale il caso degli Afilloforali e della maggior parte dei Boletali; anche certi Agaricali possono mostrare tale tipo di sviluppo.

### Giococistidi
strutture sterili, spesso a parete sottile, con gocce oleose nel plasma

### Giùnti a fibbia
particolari giunture di due ife formanti un'ansa a uncino; sono parti di ife corte, arcuate che circondano la parete trasversale tra due cellule ifali collegandole fra loro; di solito è presente un solo giunto per parete, in alcune specie due o più 'giunti verticillati'; in alcuni casi le arcuature dei giunti sono molto ampie e aperte. Sono sinonimo di ansa di anastomosi.

### Glabro/a
(cappello, gambo, superficie) privo di peli o altre ornamentazioni; non è necessariamente sinonimo di liscio.

### Gleba
parte fertile dei funghi appartenenti ai Gasteromiceti (generi Lvcoperdon, Scleroderma ecc.) e ai Tuberali (genere Tuber ecc.); in questo caso l'imenio tappezza l'interno di cavità chiuse avvolte da una cuticola esterna persistente (peridium) che si apre solo a maturità per liberare le spore.

### Globoso
dicesi di cappello di forma quasi sferica.

### Globuloso
sinonimo di sferico.

### Gloeocistidi
cistidi con contenuto oleoso o finemente granuloso, con pareti sottili, generalmente allungati. Si trovano nell'imenio, nella trama e nella cuticola del cappelli (anche sviluppati a guisa di ife). Talvolta selettivamente colorabili con sulfovanilina, sulfobenzaldeide, blu cotone e altri.

### Gloeodimitico
provvisto di ife generative e gloeoplere

### Gloeoplere (ife) (ife oleifere)
ife con cellule molto lunghe (o unicellulari) e numerose gocce oleose nel plasma

### Glutinoso
si dice di una superficie ricoperta di una viscosità spessa, equivalente a "molto viscosa"; (cappello, gambo) molto viscoso, letteralmente coperto di glutine, sorta di velo generale che anche dopo essiccamento può, almeno in parte, riacquistare la sua primitiva natura qualora venga a contatto con acqua.

### Goniosporei
si dice dei funghi che, come quelli del genere Rhodophillus, hanno le spore angolate, cioè che presentano un contorno con angoli più o meno evidenti.

### Grandimoide
imenoforo con rilievi più o meno emisferici, verrucosi

### Granuloso
Dicesi del rivestimento del cappello o del gambo ricoperto di piccole granulazioni arrotondate. Si riferisce anche alla consistenza della carne, quando cioè è composta di piccoli grani come nei generi Russula e Lactarius. Così pure certe spore hanno un contenuto granuloso; altrettanto vale per i basidi di alcune specie (Calocybe, Lyophyllum, ecc.), la cui granulazione interna si colora con il carminio acetico (carminofilia o siderofilia).

### Gregario
si dice dei fungo che vive in gruppi di individui abbastanza numerosi nel medesimo posto, ma ciascuno indipendente dagli altri, cioè che crescono normalmente a gruppi non cespitosi.

### Groana
Tipo di bosco composto più che altro da pino silvestre e varie latifoglie tra cui soprattutto betulle, castagni, querce, carpini, robinie (ai margini), frassini e sottobosco con molta felce.

### Guaiaco
(abbreviazione G) più correttamente Guaiacolo o tintura di Guaiaco al 60-70%, reattivo che dà una colorazione blu verdastra.

### Guaina
vedi Volva

### Guancialiforme
Cappello a forma di guanciale.

### Guttulate
Si dice delle spore quando contengono una o più inclusioni oleose, come piccole gocce. È sinonimo di Ocellate.

## H

### Habitat
Ambiente nel quale si sviluppa un organismo, il luogo di crescita di un fungo in cui sussistono le condizioni idonee al suo sviluppo quali natura del suolo, specie della vegetazione, fattori climatici, altitudine, ecc.

### Habitus
tipologia più l'aggiunta del colore e di eventuali ornamentazioni, è l'aspetto di un fungo visto nel suo insieme. Esso è utilizzato per fare dei paragoni soprattutto con specie più note, prese così a modello per un rapido inquadramento visivo del fungo che si sta osservando o descrivendo. La rappresentazione a colori dell'habitus potrà essere stilizzata oppure rigorosamente dettagliata e fedele alla realtà.

### Humus
Terriccio arricchito di sostanze organiche in decomposizione e che caratterizza il particolare odore del sottobosco umido.

### Hyphidia
Strutture sterili nell'imenio a forma di ife più sottili dei cistidi.

## I

### Ialino
trasparente, incolore. Si dice, in particolare, delle spore (o anche altri elementi) che al microscopio si presentano incolori. Il termine è talvolta usato per descrivere una parte dei carpoforo che presenta un aspetto traslucido, come ad esempio la carne imbevuta. La ialinità può benissimo conciliarsi con una colorazione.

### Iantinosporei
Funghi le cui spore in massa (sporata) sono di colore bruno violaceo scuro oppure bruno con componente porporina o addirittura nerastre.

### Idnoide
con lunghi sottili aculei, generalmente maggiori di un mm

### Idrato di potassio e Idrato di sodio
vedi Basi forti.

### Ifa
Le ife sono filamenti unicellulari o pluricellulari, uninucleati o polinucleati di forma cilindrica allungati, che disposti uno sull'altro formano il micelio

### Ife generative
ife con pareti sottili, regolarmente septate, ricche di plasma, generalmente con giunti a fibbia (colorare il contenuto con blu cotone, le pareti con rosso congo)

### Ife gloeoplere
ife con cellule molto lunghe (o unicellulari) e numerose gocce oleose nel plasma

### Ife oleifere
vedi ife gloeoplere

### Ife rizomòrfe
vedi Rizoidi.

### Ife scheletoidi
ife generative a parete molto spessa con veri setti, con o senza giunti, simili alle ife scheletrali

### Ife scheletrali o di sostegno
ife con pareti grosse, lume piccolo, poco o nulla ramificate, prive di setti e di giunti a fibbia, quasi senza plasma, che percorrono l'intero carpoforo.

### Ife sclerotizzate
con pareti grosse, ma provviste di setti e sovente di giunti a fibbia

### Ife setali
(p.es. nei Phellinus) ife scheletrali un po' ingrossate, spesso un po' incrostate alle estremità, a lunghezza ridotta, crescenti nella trama, nel contesto o al margine del carpoforo.

### Igrofano
Che cambia colore secondo il grado di umidità. Termine che indica la capacità di un fungo di assorbire acqua, diventando più scuro. Quando il fungo si asciuga diventa più chiaro, specialmente nel cappello.

### Igrofile
si dice delle specie che amano l'umidità (es. Psilocybe).

### Igroscòpico
Termine che indica un elemento che assume umidità cioè capace di assorbire acqua.

### Ilare (depressione)
vedi depressione

### Ilare (macchia)
vedi chiazza

### Ilo
punto di distacco, ombelico, cioè corrispondente allo sterigma (vedi anche plaga)

### Imbricato
che cresce a embrici (a tegola). Di solito si dice del cappello ornato di scaglie che si sovrappongono parzialmente come le tegole di un tetto.

### Imbutiforme
dicesi di cappello incavato a imbuto, cioè il cappello che ha acquistato la forma di un imbuto. È sinonimo di infundibuliforme.

### Imeniale
che appartiene all'imenio o ivi formantesi

### Imeniderma
cuticola del cappello con struttura simile a un imenio. Elementi che sorgono a uno stesso livello!

### Imeniforme
simile a un imenio (generalmente formato da cellule da claviformi a sferiche) (specialmente la cuticola dei cappelli)

### Imenio
Parte del carpoforo atta alla riproduzione, cioè lo strato fertile che produce le spore, formato dall'insieme dei basidi (nei basidiomiceti), e degli aschi (negli ascomiceti), posti l'uno accanto all'altro; è la parte di un fungo costituita da lamelle o tubuli od aculei, ecc., dove su appositi organi vengono a maturazione le spore.

### Imenoforo
la parte del fungo sulla quale si sviluppa l'imenio. Esso è quindi rappresentato dall'insieme delle lamelle e delle lamellule per tutte le specie di Agaricali; dai tubuli, per tutte quelle con pori in cui l'imenio tappezza la loro parte interna, ecc.

### Immarginato
si dice in particolare dei bulbo di base più o meno arrotondato dei gambo di certi funghi, che non possiede alcun risalto o margine attorno ad esso.

### Immutabile
dicesi di carne o rivestimento che non cambia di colore al taglio, al tocco, alla rottura.

### Imputrescìbile
è la caratteristica di alcuni generi fungini (es. Marasmius) di essiccare senza subire processi di putrefazione.

### Inamiloidi
Spore non amiloidi.

### Increspato
rugoso, grinzoso. Può riferirsi sia al cappello, sia al gambo.

### Incrostato
ife o cistidi coperti da piccoli grani o cristalli

### Incunato
dicesi di margine del cappello rivolto verso il basso. È sinonimo di inflesso.

### Incurvato
orlo del cappelli incurvato verso le lamelle ma non involuto

### Indicatore di acidità
fungo che cresce solo su terreno acido.

### Indusio
nelle Fallacee velo membranoso pendente dalla sommità del gambo

### Ineguali
si dice delle lamelle quando sono intercalate da lamellule.

### Ìnfero (anello)
significa inferiore. Relativamente all'anello è termine ambiguo, perché a volte è usato per significare che esso è posto piuttosto in basso sul gambo; a volte invece per definire un anello risalente dalla base del gambo e svasato verso l'alto, in prossimità della cima (armilla). È l'opposto di súpero.

### Inflesso
sinonimo di incunato.

### Infundibuliforme
vedi imbutiforme.

### Inguainante
dicesi della volva membranosa alla base del gambo quando lo avvolge per un buon tratto (a mo' di guaina)

### Inguainato
gambo rivestito ± estesamente dalla base verso l'alto da un velo fibrilloso, fioccoso o granuloso terminante in cima ± a forma d'anello (generalmente da ca. 1/2 a 2/3 del gambo)

### Innate
sono le fibrille od altri ornamenti quando fanno corpo unico con la cuticola.

### Innato
si dice di un ornamento (fibrille, scaglie) incorporato con il tessuto senza possibilità di poterlo staccare da esso. Esempio: le “fibrille innate” che si formano all'interno dei rivestimenti del cappello o del gambo.

### Inocyboide
si dice di un carpoforo che ha portamento e aspetto generale simile a quello di una Inocybe.

### Inoniliforme
di hyphidia che presentano strozzature ordinate simili a fili di perle

### Inserzione
di solito, il modo in cui lamelle, tubuli, aculei si inseriscono sul gambo. Ne deriva che le inserzioni, ad esempio delle lamelle, possono essere di nove tipi
1°, scostate dal gambo; 2°, libere; 3°, annesse o sublibere; 4°, adnate; 5°, arrotondate al gambo; 6°, smarginate; 7°, uncinate; 8°, decorrenti, 9°, decorrenti in filetto.

### Intercellulare
si dice di un elemento posto tra le cellule, quindi fuori di esse.

### Intero (taglio)
riferito per lo più alle lamelle, il cui taglio, o filo è completamente uniforme (ossia né fioccoso cigliato, né dentellato, né intaccato)

### Intervenate
si dice delle lamelle riunite da vene, come sovente accade in certe specie di funghi (Russule, ecc.) i quali hanno le lamelle congiunte tra loro alla base del sinus interlamellare.

### Intracellulare
si dice di un elemento che si trova all'interno della cellula.
il pigmento colorato entro una cellula.

### Inverso
vedi trama delle lamelle

### Involuto
Margine del cappello arrotolato verso il gambo. Contrario di revoluto.

### Ipodermio
nel senso più lato, lo strato tra epicute e carne dei cappelli (quindi generalmente equivalente a subcute). Però dovrebbe essere limitato a strutture celluiari, mentre quelle ifiche andrebbero chiamate subcute.

### Ipoenoide
imenio libero, fioccoso vellutato, non continuo

### Ipoffio
sottile strato interposto tra il cappello e il dorso della lamella, sovente di aspetto acquoso.

### Ipogeo
Corpo fruttifero di un fungo che si sviluppa sotto terra. È l'opposto di epigeo. Sinonimo di sotterraneo.

### Irpicoide
con propaggini dell'imenoforo larghe, piatte e più o meno confluenti

### Irregolare
vedi trama delle lamelle

### Irsuta
si dice di una superficie ricoperta di peli rigidi e diritti. E sinonimo di ispida.

### Isabella
colore che dà su; giallo o giallo sporco, sempre pallidi.

### Isidio
nei licheni, escrescenza sulla superficie dei talli di forma cilindrica, di contro al soredio che ha l'aspetto di una piccola sferetta

### Isodiametrico
si dice di un organo di forma più o meno rotondata.
le spore quando sono rotonde o quasi; un tessuto quando è formato da cellule di tale forma (rivestimento isodiametrico).

### Ispida
vedi Irsuta.

## L

### Lacerato
si dice di solito del margine del cappello e dell'anello quando sono irregolarmente frastagliati.

### Lacìnia
lembo di un organo, conseguenza di una frattura o lacerazione. La divisione in lacinie è di solito riferita al modo con cui si presenta l'esoperidio nei funghi del genere Geàstrum e affini, una volta raggiunto lo stadio di fungo adulto.

### Laciniato
si dice di un organo che risulta diviso in strisce strette, come talvolta accade per il margine dei cappello.

### Lacrimante
secrezione di gocce di liquido sul taglio delle lamelle, dei pori, dei tubuli e alla sommità del gambo

### Lacunòso (gambo)
qui inteso con cavità più o meno lunghe e profonde sulla superficie esterna. Sinonimo di cavernoso.

### Lageniforme
si dice di un organo a forma di bottiglia. Il termine si applica alle cistidi.

### Lagenocistidi
cistidi sottili, cilindrici che si assottigliano bruscamente all'apice in un tratto corto e filiforme, ricco di incrostazioni.

### Lamellàre o Lamellàto
Imenoforo costituito da lamelle.

### Lamelle, lamellule
sottili lamine disposte a coltello, a raggiera, sotto il cappello, congiungenti il margine coi gambo. Le lamellule si identificano con le lamelle salvo che, partendo dal margine, sono da molto corte a più o meno lunghe, senza però mai raggiungere il gambo.

### Lamprocistidi
cistidi a parete grossa fortemente incrostati

### Lanòso
ricoperto da un vello peloso, simile a lana. Generalmente riferito alla cuticola o al rivestimento del gambo.

### Lardacee
si dice delle lamelle di qualche Russula (R. cyanoxantha) che al tatto offrono una sensazione grassa, per il fatto di essere assai flessibili e di struttura omogenea, e quindi non si rompono facilmente passandovi un dito sopra.

### Larghe
si riferisce soprattutto alle lamelle, per indicare la loro altezza. È il contrario di “strette” e non è da confondere con il termine "spesse”.

### Larmiformi
Spore a forma di goccia o di fico.

### Laterale
si dice dei gambo quando è inserito al bordo dei cappello e perciò questo non può completarsi nel perimetro.

### Laterizio
colore dei mattoni, bruno rossasto.

### Latifoglie
Piante di alto fusto aventi foglie a lamina più o meno ampia (faggio, quercia, betulla, castagno, ecc.).

### Latte, latice, lattice
liquido solitamente colorato, ma anche incolore, più o meno denso, che cola dalle lamelle e dalla carne dei Lattari, o dalla sola carne di certe Mycene, quando tali specie vengono spezzate o tagliate. In alcuni funghi dei generi Boletus, Lepiotella, Lacrymaria, Hebeloma, ecc., si formano spontaneamente sulle lamelle o sui tubuli e sull'alto dei gambo delle gocce acquose o lattiginose, simile al latte. In questi casi si dice che gli organi o le superfici “essudano" o presentano fini gocce simile a lacrime, che i francesi definiscono “larmoyant”.

### Latticiferi
Ife non septate, con pareti sottili comportanti un lattice o un succo incolore.

### Legnoso
tessuto di consistenza simile al legno.

### Lenzitoide
carpoforo sessile, a forma di mensola con imenoforo a lamelle.

### Leptocistidi
cistidi a parete sottile.

### Lesiniforme
Vedi Subulato.

### Leucospòrei
Funghi le cui spore in massa (sporata) sono bianche, color crema o rosa molto pallido.
Vedi anche Xantosporei.

### Libere
lamelle o tubuli che non aderiscono al gambo.

### Licoperdoide
Si dice di fungo simile a una lampadina o a una pera, forma frequente nel genere Lycoperdon.

### Lignicoli
specie di funghi che crescono su un substrato legnoso. Sono "saprofiti” se si sviluppano su legno di piante morte o in decomposizione. Sono invece "parassiti” se si sviluppano su legno di piante viventi (Es. Armillaria mellea).

### Lignina
Sostanza del legno.

### Linea cornea
il sottile strato della carne pileica, somigliante a una linea, che si trova immediatamente al disopra della base delle lamelle e che si forma in alcuni funghi, specialmente dei genere Cortinarius; può essere ialina, ossia incolore, oppure di colore grigio corno, giallognolo, glauco, ecc.

### Liocistidi
cistidi a parete spessa, la cui parete (o più esattamente lo spesso strato tra la molto sottile membrana interna ed esterna) si scioglie rapidamente in soluzione diluita di KOH.

### Lipsanenchima
vedi Velo parziale.

### Liscio
superficie dei cappelli senza striature, rughe, nervi, vene ecc. Spore senza ornamentazioni

### Lobato
si dice del margine dei cappello quando presenta una porzione arrotondata, separata da un'altra simile con un solco più o meno profondo; le lobature possono essere diverse in uno stesso organo, consecutive o no. Anche l'estremità libera della volva è sovente con lobature,

### Lolia
residuo del velo generale che resta attaccato alla base del gambo. La lolia può essere costituita di tessuto membranoso o friabile.

### Lugol
soluzione allo iodio: per la prova della amiloidia esso è oggi sostituito dal reattivo di Melzer.

### Luminescenza
fenomeno per cui alcuni funghi (Pleurotus olearius, Armillariella mellea, ecc.) hanno l'imenio o il micelio che presentano caratteri di luminescenza, di solito assai debole.

### Lusus
termine che significa “mostruosità”, usato per indicare un'anomalia che si manifesta in un organismo con modifica della sua forma esteriore, o anche della sua struttura interna. Frequente, ad esempio, la nascita e lo sviluppo di un carpoforo con la superficie del proprio cappello coalescente con quella del fungo generatore che l'ha ospitato fin dall'origine. È sinonimo di anomalia, caso o fenomeno teratologico, aberrazione.

## M

### Macromiceti
Termine che indica i funghi superiori (macroscopici); funghi spontanei di una certa dimensione, in contrapposizione con quelli di dimensioni microscopiche.

### Maculato
si dice, di solito, di un cappello che presenta delle macchie o chiazze di una tinta diversa da quella del fondo.

### Mammellone
Prominenza situata al centro del cappello.

### Manicotto
Forma di anello sul gambo originata da una proliferazione degli orli delle lamelle (es. Amanita).

### Marezzato
Si dice di superficie venata come il marmo con alternanza di venature chiare e scure.

### Marginàte
vedi Secedenti.

### Marginato
Bulbo ingrossato con forma grosso modo a cono rovesciato, col bordo più o meno spigoloso. I due modelli più rappresentativi sono il marginato scauroide e il marginato a fittone. Frequenti nel genere Cortinarius, sottogenere Phlegmacium.

### Margine
Bordo, orlo del cappello o delle lamelle.

### Melanosporei
Funghi le cui spore in massa (sporata) sono di colore nero o nerastro.

### Malzer o reattìvo di Melzer
Soluzione allo iodio usata soprattutto per la prova della amiloidia.

### Membranaceo
vedi membranoso.

### Membranoso
Si dice di un organo sottile, flessibile e abbastanza resistente. Si applica talvolta alla carne dei cappello di certi funghi (Marasmius) quando essa è sottile e un po' tenace; così pure all'anello di alcune specie il cui tessuto ha la struttura e la consistenza di una membrana. È sinonimo di membranaceo.

### Merulioide
Si dice di imenio pieghettato, poroso, con i contorni dei pori fertili.

### Mesoperidio
Nei peridi composti, è l'involucro mediano.

### Metabasidio
Parte ben separata dal probasidio che produce le spore.

### Metacromasia
vedi Metacromatico

### Metacromatico
Si dice di una membrana oppure uno strato di essa (delle spore, cellule o ife) che in un colorante assume un colore diverso da quello del colorante, ad esempio certe spore di Macrolepiota presentano uno strato blu e uno strato rosso dopo la colorazione col blu cresile. L'amiloidia non è compresa nella metacromasia.

### Metuloidi
Cistidi con pareti ± grosse, nascenti piuttosto profondamente nel tessuto dell'imenoforo (sovente presentano alla sommità escrezioni di cristalli)

### Micaceo
Provvisto di granulazioni rifrangenti tipo mica.

### Micelio
Reticolo filiforme dei funghi che si trova normalmente nel substrato (terreno, legno, sterco, ecc.). È la parte vegetativa ed è costituito da molte cellule allungate (ife).

### Micete
Sinonimo di fungo.

### Micocenosi
Associazione di funghi.

### Micofago
Persona che utilizza i funghi per uso alimentare.

### Micoflora
Insieme delle specie di funghi che vegetano in una determinata regione.

### Micologia
È la scienza che studia i funghi sotto molteplici aspetti, alcuni dei quali hanno oggi assunto una tale considerevole importanza, da essere considerati dottrine scientifiche a sé stanti.

### Micologo
È colui che si dedica allo studio dei funghi.

### Micorriza, micorrizia
Associazione mutualistica tra il micelio di un fungo e le radichette terminali di vegetali superiori

### Micorrizico
Si dice di un fungo che è in simbiosi cori piante superiori, di solito ad alti) fusto. È sinonimo di micorrizogeno e di simbionte

### Micromiceti
Funghi spontanei microscopici, di studio in patologia vegetale.

### Micron
1/1000 mm, abbreviato μm.

### Microscòpico
Elemento molto piccolo, osservabile solo se fortemente ingrandito con l'ausilio di un microscopio.

### Midolloso
Gambo ripieno di sostanza molle, cotonosa, sinonimo di farcito.

### Missarioide
Si dice di basidi in alcune Tremellaceae che presentano pareti longitudinali solo nella parte superiore, separate dalla parte inferiore stipitata da un setto secondario.

### Mitiloide
Simile a un mitile o a una conchiglia.

### Mitra
parte superiore del cappello delle Helvellaceae e Morchellaceae

### Mitriforme
Forma simile alla mitra vescovile.

### Mobile
Si dice generalmente dell'anello delle Macrolepiote, spostabile in su e in giù lungo il gambo. Vedi anche scorrevole.

### Moniliforme
A forma di filo di perle.

### Monomitico
Sistema ifale costituito di sole ife generatrici o generative, dalle quali si originano le strutture imeniali.

### Monotipico
Termine che indica tipi di genere rappresentato da un'unica specie.

### Morfoevolutivo
Fungo che durante lo sviluppo manifesta un graduale ma evidente cambiamento di forma.

### Morfologia
la scienza che si occupa della forma e pone in risalto gli aspetti fisici e strutturali degli organismi.

### Mucillaginoso
si dice di un organo ricoperto di mucillagine, cioè di una sostanza semidensa, filante e più o meno vischiosa, avente un aspetto gelatinoso

### Mucronati
vedi Cistidi.

### Mucronato
si dice di un organo che termina bruscamente all'apice in una punta dura e corta, non necessariamente acuminata, ma che può essere invece un po' ottusa. Il termine si usa per le estremità delle cistidi, ecc.

### Muricati o coronati
v. Cistidi.

### Muricato
si dice del cappello quando è munito di punte robuste e corte. Il termine si usa anche per cistidi di certe specie (Inocybe), coronate di cristalli irti alla sommità (cistidi con cristalli).

### Mycenòide
Con forma, portamento e aspetto generale simili a quello di una Mycena.

## N

### Nabelliforme
A forma di ventaglio.

### Napiforme
Bulbo a forma di anfora, a forma di rapa.

### Nervatura
sinonimo di costolatura.

### Neutròfilo
termine che designa i funghi che preferiscono i terreni leggermente acidi o neutri.

### Nigrescente
si dice di un organo che tende a diventare nero.

### Noduloso
carpoforo con piccole protuberanze da nodose a nodoso composte

### Nomenclatura
l'insieme delle regole fissate in appositi convegni internazionali botanici, alle quali occorre adeguarsi o fare riferimento, per la classificazione sistematica degli organismi vegetali.

### Nota
in micologia è sinonimo di 'componente odorosa'.

### Nudo
Si dice di un gambo sprovvisto di ornamentazioni.

## O

### Ob
prefisso che sta ad indicare una posizione o una forma inverse di quelle normali. Così, obconico è un cono con la punta in basso; obovato significa che ha la forma di un uovo con la parte più tonda e grossa in alto, ecc.

### Obeso
si dice di un gambo piuttosto robusto quando oltre che spesso alle estremità, è rigonfio nella sua parte centrale; il significato è più forte di ventricoso ma esso non è adattabile a un gambo sottile, che in tali condizioni può essere definito solo fusiforme

### Obliterato
si dice di un organo, per esempio un'ifa il cui canale interno è ostruito, per causa naturale o per azione accidentale esterna. Il termine è pure usato per indicare che un organo è quasi del tutto mancante o appena visibile: per esempio, un anello obliterato, un gambo obliterato, ecc.

### Obovato
della forma, simile ad un uovo rovesciato, con la parte più tonda verso l'alto.

### Obsoleto
poco sviluppato, poco evidenziato

### Ocellate
vedi Guttulate.

### Ocrosporei
funghi le cui spore in massa (sporata) sono ocracee o color ruggine, oppure mostrano diverse gradazioni di bruno.

### Odontioide
provvisto di aculei, spesso cigliati all'apice, di forma da conica a cilindrica, raramente più lunghi di 0,5 mm

### Odore
(in micologia): la percezione, sul piano olfattivo, della esalazione prodotta da un corpo fruttifero. Nei funghi "classici" l'odore è per lo più avvertibile in prossimità del punto di inserzione del gambo col cappello. In molti funghi in apparenza inodori. L'esalazione può essere sollecitata staccando un pezzetto di cappello o di gambo, strofinando una o più superfici del carpoforo, oppure operando una sezione. Nonostante sia ritenuto dalla maggior parte dei micologi un particolare di secondaria importanza, l'odore rimane se non altro tra i caratteri più stabili e costanti, anche in possibili condizioni di atipicità dei corpi fruttiferi.

### Oleifere
ife gloeocistidiformi, con contenuto fortemente rifrangente

### Olocarpico
meccanismo di moltiplicazione agamica nel quale il soma fungino si converte interamente in strutture riproduttive.

### Ombelicato
si dice del cappello quando presenta al centro una fossetta ben netta, relativamente stretta

### Ombelico
centro dei cappelli molto depresso (talvolta proseguendo con un gambo cavo)

### Ombrofile
si dice di certe specie di funghi che crescono di preferenza in luoghi oscuri, ombreggiati. È sinonimo di sciafilee.

### Omogeneo
Si dice di un fungo con struttura uniforme, il cui gambo è difficilmente separabile dal cappello. È l'opposto di eterogeneo.

### Ondulato, onduloso
dicesi del margine del cappello quando presenta delle ondulazioni.
vedi anche: sinuoso.

### Ontogenesi
lo sviluppo dell'individuo dalla sua formazione embrionale iniziale allo stato definitivo. Esso ha consentito, in micologia, di differenziare i tipi di sviluppo gimnocarpico, emiangiocarpico, angiocarpico.

### Oospora
organi di ibernazione del fungo che si formano durante l'intero periodo vegetativo in seguito alla fecondazione di un oogonio (organo femminile) da parte di un anteridio (organo maschile).

### Opaco
si dice di un organo non trasparente, che non si lascia attraversare dalla luce. È quindi l'opposto di translucido e di trasparente.

### Orbicolare
si dice di un organo, specie il cappello, quando è di forma pressoché circolare.

### Organolettici
dicesi dei caratteri o delle proprietà di un fungo che interessano i nostri sensi (odore, sapore, untuosità, ruvidezza, pelosità, colore, ecc.); riferiti soprattutto all'odore e al sapore.

### Orlo
bordo libero di una lamella. È sinonimo di filo, spigolo.

### Ornamentazione
in campo micologico, tutto ciò che si trova sulla superficie di qualsiasi elemento di un fungo, con funzione di ornamento (verruche, aculei, costolature, strutture reticolari ecc.). Si applica al cappello, al gambo, alle spore, ecc.

### Orofite
si dice delle specie di funghi che prediligono l'ambiente montano.

### Ostiòlo
nei Gasteromiceti è il piccolo orifizio del peridio che consente la fuoriuscita delle spore mature.

### Ottànio
mescolanza armonica di blu, giallo e grigio.

### Ottuso
si dice di un organo che ha l'estremità arrotondata o smussata. È l'opposto di acuto.

### Ovoidale
dicesi di cappello a forma di uovo.

### Ovoide
forma che si avvicina a quella di un uovo.

### Ozonio o Ozonium
formazione miceliare costituita da un intreccio di ife molto sviluppato, sovente molto esteso e con colori vivaci, che si diparte radialmente dalla base del carpoforo di alcune specie fungine (Coprinus radians, Coprinus domesticus, ecc.)

## P

### Palissadico (tessuto)
Elementi ifali, per lo più del rivestimento pileico, disposti ± parallelamente, claviformi o cilindrici

### Palizzata trichodermica
Ife disposte verticalmente e piuttosto esattamente parallele tra loro, ma non sorgenti tutte allo stesso livello, come nell'imeniderma (superficie vellutata o pruinosa) (es. diverse specie di Boletus). Elementi terminali talvolta sviluppati come dermatocistidi.

### Papilla
Piccola prominenza del centro del cappello ± marcata, acuta o leggermente ottusa.

### Papillato
si dice di un organo che presenta alla sua estremità una piccola sporgenza. Si applica sovente allo stretto umbone conico, più o meno appuntito, che orna la sommità dei cappello di certi funghi.

### Papiraceo
di consistenza tenace come quella della carta pergamena.

### Paracapillizio
Ife ialine nella gleba con parete da sottile a spessa, regolarmente settate, grossolanamente simili ad un capillizio (Gasteromiceti)

### Paraderma
cuticola dei cappelli di struttura cellulare

### Paràfisi
cellule sterili differenziate dell'imenio, tipiche degli Ascomiceti con funzione di organi distanziatori; si distinguono in tre tipi principali
semplici, septate, ramificate.

### Parassita
Fungo che si nutre di materia organica vegetale o animale vivente.
È sinonimo di biotrofico.
Se la materia organica è morta, vedi saprofita.

### Parenchima
il tessuto specifico cellulare di un organo. Il termine è usato per indicare lo strato sottocuticolare, come sovente ha fatto il Vittadini.

### Patogeni
si riferisce a quei microrganismi (muffe, lieviti, batteri) che alterano e decompongono i prodotti organici o che provocano fenomeni morbosi.

### Pedicello
resto aderente di sterigma che rimane attaccato alle spore di alcuni Gasteromiceti

### Peli marginali
formazioni capillari e a parete sottile sul taglio delle lamelle sovente non distinti dai cheilocistidi

### Peli
elementi sterili, sottili e allungati, che possono trovarsi sulle superfici del fungo o nell'imenio.

### Pellicola
Sinonimo di cuticola, rivestimento.

### Pellucido
Sinonimo di translucido.

### Pendulo
Anello staccabile verso l'alto

### Peridio
Tessuto esterno del carpoforo di alcuni funghi soprattutto Gasteromiceti e Tuberali normalmente suddiviso in strati, di cui il più esterno è l'esoperidio e il più interno l'endoperidio.

### Peridioli
Corpuscoli lenticolari derivati dalla scomposizione della gleba e deputati alla propagazione (Nidulariaceae).

### Peristoma
Apertura dell'endoperidio nei Geastrum.

### Peritecio
Corpo fruttifero a forma di fiasco o di bottiglia, contenente gli aschi. Può mostrarsi immerso in uno stroma insieme a numerosi altri periteci.

### Petaliforme
vedi Spatuliforme.

### Petaloide
Che ricorda la forma di un petalo o di una corolla.

### Pettinato o striato pettinato
Mmargine del cappello percorso radialmente da lunghi e sottili solchi.

### Piaga ilare
piccola zona delle spore sopra l'apicolo diversamente ornamentata (di solito appena percettibile) oppure liscia e ingrossata; in alcune specie solo questa parte è amiloide.

### Pianeggiante
dicesi di cappello di forma quasi piana
Sinonimo di disteso, spianato, piano.

### Picnidio
fruttificazioni agamiche contenenti conidiofori e conidi

### Pieghettato
vedi plissettato

### Pigmento
Sostanza colorata contenuta in certe cellule o ife: è quella che colora la cuticola o altre parti del carpoforo. Il colore può venire da un solo pigmento o dalla mescolanza di più pigmenti diversamente colorati.

### Pileato
Carpoforo a forma di cappello o a mensola.

### Pilèico
attinente al pileo, ossia al cappello.

### Pileo
Sinonimo di cappello dei funghi.

### Pileocistidi
Cistidi che si trovano sul cappello. È sinonimo di dermatocistidi.

### Piramidale
A forma di piccola piramide. Riferito generalmente a verruche presenti sulla cuticola o sull'esoperidio di certi carpofori.

### Piriforme
Si dice di un organo (spora, cellula di rivestimento, ricettacolo, ecc.) a forma di pera.

### Placca
Residuo di velo generale che resta aderente alla cuticola.

### Placche tramali
(nei Gasteromiceti) strutture sterili della trama a forma appiattita che corrono fra pareti di celle rivestite da imenio.

### Planoblastico
germinazione degli zoosporangi con produzione di zoospore

### Plectenchima
Tessuto dei funghi formato dal complesso intreccio dei suoi filamenti o ife che danno origine al carpoforo.

### Pleurobasidi
Basidi disposti lateralmente sulle ife basali e quindi con corto prolungamento ifale.

### Pleurocistidi
Cistidi che si trovano sulla faccia delle lamelle o all'interno dei tubuli.

### Pleurotoide
Con forma, portamento e aspetto generale simile a quello di un Pleurotus, quindi a mensola, con gambo eccentrico o laterale.

### Plissettato
Cappello marcatamente pieghettato, con pieghe radiali (es. Coprinus).

### Pluricormico
ramificato, con forma simile a un Cactus o un candelabro.

### Podezio
alcuni licheni, in modo particolare i licheni crostosi del genere Cladonia, generano dal tallo delle strutture erette o semierette a forma di rametti o, più caratteristicamente, di piccole trombette, chiamate appunto podezi, dove sono allocati gli apoteci

### Podobasidi
basidi con gambo evidente

### Policotomo
tipo di ramificazione dove dalla stessa zona si generano tre o più rami dei carpoforo (Ramaria)

### Polièdriche (spore)
simili a polièdri, ossia, solidi geometrici delimitati da facce poligonali; p.e. certi cristalli di pirite.

### Polifagia
l'attitudine di un medesimo fungo parassita di vegetare su piante di diverse specie.

### Polimorfismo
vedi Polimorfo.

### Polimorfo
Fungo, specie che mostra una più o meno spiccata variabilità di forma, che può essere presente anche in seno a un'unica raccolta, come, avviene ad esempio per il Tricholoma sulphureum.

### Polipòide (tipologia)
che ricorda un Polipo.

### Polvere sporale amiloide
grigioblu, blu o violetto.

### Polvere sporica
L'insieme delle spore che si raccoglie per gravità sotto o accanto al corpo fruttifero di un fungo.

### Pori
aperture dei tubuli verso l'esterno (Polyporacee, Boletacee).

### Poro germinativo
zona di forma circolare evidente sulla superficie delle spore di alcun i funghi da cui solitamente inizia la germinazione, generalmente all'incirca diametralmente opposta allo sterigma.

### Poroide
con pori evidenti il cui margine rimane sterile

### Portamento
forma, aspetto generale
Vedi anche habitus.

### Primordium
il fungo quando è appena abbozzato ossia si trova ad uno stadio d'inizio; in tali condizioni, esso può avere delle dimensioni estremamente ridotte, che possono variare da pochi decimi di millimetro a un millimetro di diametro.

### Probasidio
primo stadio nella formazione dei basidi
in alcuni casi (soprattutto negli eterobasidiomiceti) chiaramente separato dal successivo metabasidio, spesso rotondo ed a parete piuttosto grossa.

### Prossimale
si dice dell'estremità di un organo situata vicino al punto di attacco. E l'opposto di distale,

### Protoplasma
sostanza vivente di una cellula. È formata da sostanze proteiche, idrati di carbonio, sostanze grasse.

### Pruina
impolveratura di solito biancastra della superficie del cappello o del gambo dovuta ad aggregati di cellule simili a polvere sottilissima o anche alla presenza di spore

### Pruinàto o pruinòso
come spolverato di cipria.

### Pruinosa
si dice di una superficie ricoperta da una brina o pruina, di solito bianca, che non è risolubile al tatto, come accade per il velo che talvolta s'incontra sugli acini d'uva o sulle prugne; solitamente però il termine è impiegato per indicare l'esistenza di una polvere finissima che sparisce a toccarla. In quest'ultimo caso sarebbe più corretto dire “superficie farinosa".

### Pseudoamiloide
vedi destrinoide

### Pseudoanèllo
sorta di anello per lo più a polsino, aderente al gambo; è il residuo di un velo.

### Pseudocistidi
in senso più lato, cistidi che si originano dalla trama
in senso più stretto quelli che si originano dalle ife succose della trama

### Pseudodiaframma
strato più spesso, feltrato che in alcune Lycoperdacee separa la gleba dalla subgleba

### Pseudolamelle
Formazioni (solcature, venature ecc.) della superficie imeniale di alcuni funghi che sembrano lamelle.

### Pseudolignìcolo
termine qui utilizzato per indicare un corpo fruttifero crescente su residui o substrati legnosi, senza essere necessariamente lignicolo (parassita o saprofita). Riteniamo che in questi casi il micelio possa ivi fruttificare, pur mantenendo nella maggior parte dei casi un legame mutualistico (simbiosi) con piante per lo più ad alto fusto.

### PseudovòIva
sorta di volva più o meno distinta, avvolgente la base del gambo; è il residuo di un velo generale.

### Pubescènte (cappello o il suo margine)
coperto di peli non irti, bensì arruffati e morbidi; è sinonimo di lanòso e di lanuginòso.

### Pulvinàto (cappello)
a forma di guanciale; pertanto, detto anche guancialifòrme.

### Punteggiato
Superficie di cappello o gambo con prominenze sottilissime, puntiformi. Nel caso di spore, quando queste appaiono ornamentate con fini punteggiature, senza prominenze verrucose sul profilo esterno.

### Pustoloso
si dice di un organo ornato di pustole. In micologia il termine è usato esclusivamente per indicare che le verruche delle spore sono basse e larghe.

### Putredine bianca
è provocata nel legno da funghi che distruggono cellulosa, emicellulosa e lignina. Il risultato è una colorazione chiara del legno; la perdita di peso avviene con maggior lentezza che nella putredine bruna

### Putredine bruna
marciume bruno del legno causato da funghi che distruggono soprattutto la cellulosa (ed emicellulosa), mentre le parti costituite da lignina subiscono minime variazioni. Il risultato è una evidente colorazione bruna dei legno e una perdita di peso decisamente più rapida di quella causata dalla putredine bianca

### Putrescente
materiale organico morto (legno, erba ecc.) che inizia a decomporsi.

### Putrescibile
si dice di un organo soggetto a putrefarsi.

## R

### Racemòso
(gambo): da cui si dipartono altri piccoli gambi formanti un 'grappolo'

### Rade
si dice delle lamelle per significare che sono distanti l'una dall'altra; sinonimo di spaziate.

### Radiale
che procede nel senso del raggio dal centro all'orlo in tutti i punti perimetrali, per lo più di un cappello fibrilloso, quando le fibrille lo percorrono a raggio, dal centro verso la periferia.

### Radicante
si dice di un gambo quando presenta alla base un prolungamento radiciforme o a fittone più o meno lungo, come quello dell'Hebeloma radicosum o della Mucidula radicata.

### Radichette
piccoli cordoni miceliari fissati al gambo dei fungo.

### Radiciforme
si dice dei gambo avente l'estremità inferiore a forma di radice.

### Raduloide
con imenoforo minutamente dentato

### Rafanoide
odore simile a quello di radice o di terriccio. È sinonimo di rapanoide.

### Rafidi
piccoli cristalli, sottili, aghiformi, di ossalato di calcio, che coronano la sommità delle cistidi di certi funghi, quali, per esempio, le Inocybe.

### Rameale
(struttura rameale): strato di un tessuto formato da ife irregolarmente ramificate, nodoso coralloidi, forcate, spesso con diverticolazioni.

### Ramificato
Che si ripartisce in più segmenti uniti tra loro, creando una struttura ad albero.
vedi Forcato

### Rapanoide
vedi Rafanoide.

### Rastremato
vedi Attenuato.

### Reagente
sostanza chimica che provoca su un determinato fungo o su una parte di esso un cambiamento di colore.

### Reaziòne incrociàta o crociàta
mutamento di colore all'incrocio di due linee tracciate con Anilina e Acido nitrico al 50% per lo più sulla superficie del cappello. È sinonimo di reazione di Schaeffer.

### Reflesso
dicesi dei margine dei cappello, quando è rivolto verso l'alto. È sinonimo di revoluto.

### Regolare
vedi trama delle lamelle

### Repetobasidi
nuovi basidi che non crescono lateralmente sotto quelli vecchi

### Resupinato
si dice dei cappello di un fungo, solitamente lignicolo, quando, sprovvisto di gambo, esso aderisce al suo supporto con la superficie pileica e mostra quindi l'imenio rivolto verso l'alto; può tuttavia anche trattarsi di un fungo con gambo molto corto, il quale si è incurvato al punto di far aderire il cappello, come sopra detto.

### Reticolato
spore, cappelli o superficie del gambo con ornamentazioni, vene o costolature disposte a forma di rete

### Reticolo
ornamentazione a rete con maglie più o meno allungate presente sulla superficie di un organo, solitamente il gambo dei Boleti, ma anche di certe spore.

### Reviviscènte
che secca senza putrefare e che riprende il suo aspetto primitivo in seguito a reidratazione. Se essicca sul substrato di crescita, allora riprenderà anche le sue funzioni vitali.

### Revoluto
dicesi del margine del cappello arrotolato verso l'esterno, verso l'alto: è sinonimo di reflesso ed è il contrario di involuto.

### Ricettàcolo
termine genericamente usato per designare il corpo fruttifero (sinonimo allora di carpoforo) o anche la struttura che porta l'imenio (ossia l'imenoforo). Nelle Phallacee è quella struttura ifale dalle forme e dai colori diversissimi, che fuoriesce dal velo generale dopo lo stadio di ovolo.

### Rimoso
si dice dell'aspetto della superficie pileica di alcuni funghi (Inocybe, ecc.) quando il rivestimento o cuticola si fende, si lacera in fibrille radiali, tra le quali s'intravede la carne sottostante.

### Rivestimento
correntemente, la superficie dei cappello (cuticola) o quella dei gambo. Esistono, particolarmente nel cappello, svariati tipi di rivestimento, ossia di strati costituiti da cellule o filamenti di varie forme e dimensioni, raggruppate o disposte tra loro in sistemi assai differenziati.

### Rizoide
in micologia il termine è sostituito da ife. Nei licheni, la formazione rizoide è rappresentata da un agglomerato di ife che si ancorano al substrato; cordoni miceliari simili a radici alla base del carpoforo.

### Rizomorfe
formazioni miceliari simili a un apparato radicale, formate da ife fascicolate di una certa grossezza, tenaci, più o meno lunghi e ramificati alla base dei gambo. Esempi: Collybia platyphylla, Clitocybe vermicularis.

### Rodospòrei
funghi le cui spore in massa (sporata) sono rosate o con una leggera componente ocracea o addirittura bruna.

### Rostrati
(cistidi): muniti di piccola appendice apicale.

### Rotondato
vedi Appressato

### Rudimentale
atrofizzato, scarsamente sviluppato

### Rugolosa o Rugosa
si dice della superficie del cappello o del gambo quando è ruvida o presenta delle rughe più o meno evidenti.

### Ruota dentata
riferito generalmente alla parte inferiore di un anello, quando ha una forma simile a quella di un ingranaggio.

### Russocoriàceo o salicilico
gruppo o categoria di odori comprendente alcuni 'oggetti/riferimento' con timbri uguali o similari tra cui: colofonia (pece per strumenti ad arco), cuoio di Russia, essenza di Betulla, incenso, legno di Cedro, olio di Cedro (olio per microscopio), polpa di carota, salicilato di metile.

## S

### Sapido
si dice del sapore di un organo ben percettibile e, di solito, gradevole.

### Sapòre
la percezione, sul piano gustativo, delle qualità di una o più parti del corpo fruttifero, distinto in amaro, mite, acre, astringente.

### Saprofita
Fungo che si nutre di materia organica vegetale o animale morta o in decomposizione.
È sinonimo di saprobionte, saprotrofico.
Se la materia organica è viva, vedi parassita.

### Satinato
brillante, con i riflessi della seta.

### Scaglia
parte del rivestimento del cappello formatasi a seguito della lacerazione o sfaldatura dello stesso. Le scaglie sono normalmente di forma triangolare, più raramente di forma quadrata o poligonale. È sinonimo di squama.

### Scaglioso
si dice di un organo che presenta delle scaglie più o meno rialzate e in genere di forma triangolare, che derivano dalla lacerazione dei suo tessuto superficiale. Nei funghi, il termine riguarda il cappello e il gambo. È sinonimo di squamoso.

### Scanalàto o solcàto (margine del cappello)
percorso da scanalature o solchi radiali più o meno lunghi e profondi.

### Scheletocistidi
ife scheletrali non ramificate, più larghe all'apice e che terminano nell'imenio quali cistidi

### Scheletrali (ife)
vedi Ife

### Schiumare
azione che si svolge alla fine della prebollitura dei funghi e che consiste nell'eliminare mediante un cucchiaio forato detto schiumatore la schiuma che si forma sulla superficie dell'acqua di bollitura.

### Schizidio
nei licheni è una sorta di propagulo che si forma sulla parte superiore del tallo, segmentato da alcuni piccolissimi lobi, tipico delle umbilicarie

### Schizopapille
piccole protuberanze a forma di bollicina nella parte terminale superiore di cistidi a parete sottile.

### Sciafilee
vedi Ombrofile.

### Scissile
si dice di solito di lamella, che si fende facilmente in due secondo il suo piano di simmetria. È sinonimo di fissile, ma questo termine s'impiega di solito per il margine dei cappello.

### Sclerozio
piccolo corpo costituito dall'intreccio delle ife o filamenti miceliari, di consistenza dura, in forma di tubercolo, ricco di sostanze nutritive, sul quale nasce il carpoforo di alcune specie, permettendo altresì al fungo di conservarsi durante i periodi sfavorevoli.

### Scorrevole
generalmente riferito a un anello, quando lo si può spostare in su o in giù lungo il gambo. Un tipico anello scorrevole è quello delle Macrolepiota. Vedi anche mobile

### Scrobicolato, scrobiculato
si dice di solito dei gambo quando presenta sulla superficie delle leggere fossette (scrobicoli) dal contorno regolare, più o meno grandi, in genere abbastanza distanziate tra loro,

### Secedenti
si dice delle lamelle adnate che tendono facilmente a staccarsi dal gambo nel tratto di contatto con esso.

### Secotioide, secozioide
carpoforo articolato in cappelli e gambo, sovente con gambo quasi totalmente ridotto e che si presenta nel cappelli appena in forma di una columella. Il cappello non si apre o si apre soltanto incompletamente, le lamelle sono riconoscibili soltanto in parte, oppure deformate, sostituite da una gleba divisa in loggette oppure spugnosa porosa. Le spore non sono più disperse attivamente ma sotto forma di polvere

### Seghettato
si dice del margine delle lamelle quando è denticolato a sega. È sinonimo di serrulato.

### Segmentiformi
si dice esclusivamente delle lamelle in cui il margine è diritto e orizzontale e la base è convessa o arcuata.

### Semipogèo (corpo fruttifero, fungo)
che si sviluppa appena al di sopra del substrato, affiorante dal terreno.

### Separabile
si dice di solito dei cappello che può essere facilmente staccato dal gambo senza provocare lacerazioni nei due tessuti. È sinonimo di eterogeneo e discreto.

### Septàto o Settàto
basidio, ifa o altro organo con divisori longitudinali o trasversali.

### Sericea
si dice di una superficie che al tempo stesso si presenta brillante e raggiata di fibrille come la seta.

### Serico
simile a una stoffa di seta.

### Serrato
vedi «fitte» (lamelle)

### Serrulato
sinonimo di seghettato.

### Sessile
Corpo fruttifero privo di gambo o di peduncolo.

### Setaceo
Simile a un filo di seta.

### Setae (spinule)
strutture sterili nell'imenio o nel contesto di Imenomicetacee, brune, a parete spessa, appuntite o poco o nulla incrostate.

### Sètola o seta
cellula sterile piuttosto grossa e acuminata con parete spessa, che può essere presente in diverse parti del carpoforo, incluso l'imenio. È sinonimo di spìnula.

### Setole
peli setoliformi su una superficie (talvolta anche nell'imenio)

### Setoso
si dice di un organo o di una superficie ricoperti di peli morbidi come un leggero strato di seta.

### Setti primari
vedi Setti

### Setti secondari
vedi Setti

### Setti
pareti trasversali tra le cellule ifali (= setti primari) o pareti separatorie sottili, spesso curve, che delimitano le parti vecchie e più o meno vuote di ife (o basidi, cistidi, spore) da quelle nuove, ricche di plasma e di nuclei (setti secondari)

### Settocistidi
cistidì che oltre alla parete trasversale di base presentano ulteriori setti (con o senza fibbie).

### Sezione
Termine usato in micologia in due sensi totalmente distinti. Indica il taglio, generalmente longitudinale, di un carpoforo per verificare il colore e l'eventuale viraggio della carne, ma anche la suddivisione di un Genere in Sottogeneri e Sezioni, appunto.

### Sferocìsti
vedi Sferociti.

### Sferocìti
ife tondeggianti (subsferiche in visione tridimensionale) che determinano la particolare consistenza gessosa e conseguente frattura netta della carne o di altre parti del corpo fruttifero, caratteristica soprattutto dei funghi dei generi Russula. È sinonimo di sferocisti, termine più usato ma etimologicamente meno corretto.

### Sideròfili (basidi)
che mettono in evidenza il loro contenuto granuloso di colore nerastro a contatto con Carminio acetico. È sinonimo di carminofili.

### Siderofilia
vedi Granuloso.

### Sifoblastico
riferito a germinazione degli zoosporangi con produzione di un tubulo germinativo

### Silicicole o silicifile
si dice delle specie di funghi che amano i terreni silicei, nei quali vivono preferenzialmente o esclusivamente.

### Simbionte
che vive in simbiosi.

### Simbiosi
rapporto di associazione tra due specie diverse, in cui ciascuna trae solitamente vantaggio dall'altra (svantaggio nel caso di parassitismo). Esempio di simbiosi armonica si ha tra funghi e specie arboree o erbacee micorriza, tra alghe e funghi (licheni); tra piante e animali (piante formicarie), ecc.

### Sinnemi
fascio di ife fungine accollate.

### Sinonimi
in micologia, affinità, corrispondenza, somiglianza, equivalenza, ecc., di una o più entità fungine, anche con nomi diversi, con la specie in esame

### Sìnuato
margine del cappello ondulato. Sinuate sono anche le lamelle che hanno l'estremità verso il gambo arrotondata.

### Sinuosità
ondulazione più o meno ampia e profonda.

### Sinuoso
che presenta delle ondulazioni. L'aggettivo è sinonimo di flessuoso, ondulato, serpentino, sinuato ed è riferito a diverse parti del corpo fruttifero (margine dei cappello, gambo, lamelle...

### Sinus
di solito, lo spazio libero situato alla sommità di due lamelle vicine
in tale condizione si parla di sinus interlamellare.

### Sistema ifàle
insieme di ife che costituiscono il corpo fruttifero
è formato da uno, due o tre tipi differenti di ife; vedi Monomitico, Dimitico e Trimitico.

### Sistematica
parte della Botanica che descrive i vegetali, li contraddistingue tra loro denominandoli e infine li classifica ripartendoli in determinati gruppi. Essa comprende quindi la Fitografia, cioè la descrizione delle varie forme vegetali, la Glossologia che le denomina, e la Tassonomia, che le classifica.

### Smarginàto
Si dice di lamelle attaccate posteriormente al gambo, dando origine a una piccola ansa concava.
Si dice di bulbo ingrossato con forma a cipolla, a cuore, a rapa o a trottola, quindi con il bordo più o meno arrotondato. Il tipo più rappresentativo è quello cordiforme o turbinato.

### Solcato
Percorso da solchi.

### Solfàto ferròso (FeSO4)
in cristalli o in soluzione acquosa al 10%.

### Soma
sinonimo di tallo fungino.

### Soralio
nei licheni, insieme di soredi, localizzato di norma sul cortex o al margine dei lobi e per questo prende il nome rispettivamente di soralio lineare e soralio marginale. In base alla forma possiamo riconoscere sorali a cappuccio o sorali capitiformi

### Soredio
nei licheni, sorta di piccolissimi gomitoli che imprigionano cellule algali, utili alla propagazione del lichene stesso; in modo funzionale ed efficiente, fuoriescono da fessurazioni del cortex superiore. Più soredi insieme si organizzano in soralio

### Sottili
dicesi di lamelle di poco spessore; è il contrario di Spesse.

### Sospetto
Riferito alla commestibilità, si definisce sospetta una specie a proposito della quale non esistono certezze provate e sperimentate, ma che si potrebbe prestare a possibile confusione con altre specie vicine, tossiche o velenose.

### Sottoimeniale
presente sotto lo strato imeniale o ivi generato

### Sottoimenio
la parte dei carpoforo tra l'imenio e subicolo o trama

### Spatuliforme
si dice di solito dei cappello che nelle specie sessili o con gambo laterale, ha la forma di una spatola, ossia di una porzione più o meno ampia e arrotondata che si restringe man mano verso la base, ove si unisce al suo supporto. È sinonimo di petaliforme.

### Spaziate
dicesi di lamelle distanziate tra di loro, poco numerose. È sinonimo di rade ed è il contrario di fitte.

### Specie
Vedi Tassonomia.

### Spermàtico
gruppo di odori comprendente alcuni 'oggetti/ riferimento' con timbri uguali o similari tra cui
crosta di formaggio 'Brie', farina umida, insaccati, piperidina, sperma umano.

### Spesse
dicesi di lamelle di spessore grosso; è il contrario di sottili.

### Spianato
dicesi di cappello di forma quasi piana; si dice anche pianeggiante, disteso.

### Spigolo
sinonimo di orlo.

### Spongiòso o spugnòso
si dice della carne di un fungo specie dei gambo, quando ha una consistenza molle, floscia spugnosa.

### Spora
organo di propagazione dei funghi, prodotto da un fenomeno sessuale e dalla quale prenderà origine un nuovo micelio; equivale a seme.

### Sporangio
struttura cava unicellulare o pluricellulare, nella quale si formano le spore.

### Sporata
È la massa delle spore che si deposita naturalmente sul terreno attorno al fungo, o che viene raccolta di proposito, quando le spore stesse, giunte a maturazione, vengono proiettate fuori dal carpoforo.

### Sporulazione
la produzione delle spore giunte a maturazione.

### Squame
Tipiche lacerazioni o sfaldature del rivestimento del cappello o del gambo, di varie forme e dimensioni.

### Squamoso
vedi Scaglioso.

### Squamuloso
dicesi di un organo ricoperto di piccole squame o scaglie.

### Squarroso
si dice dei cappello e dei gambo quando sono ricoperti di scaglie evidenti con punta piuttosto sporgente.

### Staccabile
le lamelle si staccano facilmente dal gambo (e eventualmente dalla carne del cappelli), specialmente nell'adulto

### Statismospore
Spore che non vengono espulse attivamente dal basidio, ma che a maturazione si staccano da basidi o sterigmi, caratteristiche dei Gasteromiceti.

### Stefanocisti
cistidi bicellulari, da sferici a largamente ellittici, la cui parete trasversale è coronata da piccole bollicine

### Stereoma
tessuto rigido e compatto delle piante e dei licheni che fa da supporto meccanico

### Sterigma
peduncolo che sorregge ogni singola spora congiungendola al basidio.

### Stipitato
provvisto di gambo o piede

### Stipite
sinonimo di gambo, piede o parte assile di un fungo.

### Strette
dicesi di lamelle la cui distanza tra l'attaccatura alla carne del cappello e l'orlo libero è esigua: è il contrario di larghe.

### Striato per trasparenza
si dice dei margine del cappello quando, essendo igrofano, esso appare striato, osservandolo controluce dalla parte della cuticola, in corrispondenza delle sottostanti lamelle; tuttavia, non appena il cappello si disidrata, il fenomeno scompare.

### Striato
dicesi del margine di un cappello con cuticola segnata da piccoli solchi, cioè quando è percorso radialmente da piccole scanalature. In realtà sono generalmente le lamelle che s'intravedono per trasparenza della cuticola, che è molto sottile.

### Strigosa
si dice di una superficie coperta di peli irti e ruvidi che talvolta si trovano, ben visibili, nella parte inferiore dei gambo di certi funghi, o radici; sovente questi peli non sono unicellulari, ma costituiti da fasci di sottilissime ife agglutinate.

### Strobilo
Organo riproduttivo delle conifere, volgarmente detto pigna.

### Stroma
Elemento portante molti singoli microscopici corpi fruttiferi, per esempio in Xylaria polymorpha. Talvolta abbastanza duro.

### Stromi periteciali
ammassi di micelio che portano periteci.

### Sub
Prefisso molto usato nella micologia descrittiva. Spesso viene usato in senso attenuativo di quasi, un po', pressoché, leggermente. Più raramente significa invece che sta sotto.

### Subcitriforme
quasi a forma di limone

### Subcute
vedi Ipodermio

### Suberòso
(contesto, carne) di consistenza simile a quella del sughero, tenace, coriaceo, asciutto, abbastanza duro. In micologia è preferito a sugheroso.

### Subfaseoliforme
Dicesi di spore quasi a forma di fagiolo o di rene (quindi anche subreniformi).

### Subglèba
parte sterile di alcune Lycoperdaceae, situata sotto la gleba e che a maturità non si tramuta in polvere sporale.

### Subicolo
la parte del carpoforo tra substrato e imenio/subimenio (in particolare nei funghi resupinati)

### Subimenio
parti di tessuto sotto-imeniale che talvolta si distinguono dalla trama propria a causa di una diversità di struttura.

### Subipogeo
carpoforo sotterraneo, però coi vertice uscente dal terreno

### Sublibere
Lamelle arrotondate al gambo o appena a contatto con esso. È sinonimo di attingenti e preferibile al termine annesse.

### Substrato
il terreno, ossia il supporto sul quale crescono le specie fungine. Può essere composto da elementi come: terra, humus, sabbia, legno, letame, ecc.

### Subulato
Lesiniforme, stretto e attenuato più o meno a punta; si dice di un organo, per esempio gli aculei degli Hydnum, che, di forma cilindrica, va gradatamente restringendosi fino all'apice che termina appuntito.

### Suburniforme
Basidi leggermente strozzati al centro.

### Succosa
dicesi di carne acquosa, ricca di succo. È il contrario di asciutta e arida.

### Succulente
dicesi di ife gloeocistidiali e ife latticifere.

### Sulfoformòlo
(abbreviazione SF), soluzione acquosa di formalina al 30-40% e di acido solforico al 50%; da reazione positiva blu.

### Sulfovanillina
(abbreviazione SV), soluzione acquosa di acido solforico al 50% e di pochi cristalli di vanillina.

### Superficie poròide
vedi Dissepimenti.

### Sùpero
si dice di un anello che è situato nella metà superiore dei gambo, ed è sovente pendente. È l'opposto di infero.
si dice di anello la cui attaccatura inizia verso l'alto del gambo e si sviluppa verso il basso.

## T

### Tagliente
filo o parte esterna delle lamelle

### Taglio della lamella
lo spigolo libero della lamella rivolto verso il basso

### Tallo
il corpo vegetativo dei fungo, ovvero l'insieme del micelio che caratterizza quel determinato fungo.

### Tallofite
i vegetali aventi gli organi di vegetazione costituiti da un tallo, come i funghi, i licheni, ecc.

### Tassonomia
Sistematica che ordina gli esseri viventi in gruppi determinati. La divisione dei funghi è ordinata in Classi, Ordini, Famiglie, Generi e Specie.

### Tàxon
(pl. Taxa): il termine è qui usato esclusivamente in alternativa al vocabolo 'specie'. Da taxon deriva Tassonomìa, la disciplina che studia la classificazione degli organismi viventi.

### Teca
vedi Asco.

### Tenace
si riferisce alla carne del cappello o dei gambo che resiste alla rottura.

### Termofile
si dice delle specie di funghi amanti dei calore.

### Termolabile
dicesi di veleno, contenuto in certi funghi, che si distrugge col calore durante la cottura. I funghi contenenti questo tipo di tossine sono velenosi da crudi e commestibili dopo la cottura.

### Terricoli
specie di funghi saprofiti che crescono sul terreno.

### Tessuto
associazione di cellule omogenee, aventi identica forma, struttura e funzione, che formano i diversi organi dei corpo vegetale.

### Tigrato
si dice dei gambo di alcuni funghi il quale presenta delle zebrature sulla superficie.

### Timbro
vedi Odore.

### Tipica
detto di quella che si ritiene essere la forma media e normale di qualsiasi organo. Si usa chiamare “forma tipica" il fungo scelto per rappresentare il tipo delle specie che appartengono a un determinato genere. Anche per il genere può essere indicata la “specie tipo”, come pure per i sottogeneri, le sezioni, ecc. in cui sono state eventualmente ammesse le specie stesse.

### Tipo esemplàre
la specie più rappresentativa ascritta a un determinato genere (o a un possibile raggruppamento di rango inferiore) e che permette di focalizzarne meglio i caratteri peculiari. La scelta di un taxon rispetto a un altro per definire il tipo esemplare, è soggettiva e implica alcuni processi mentali che interessano diversi indirizzi psicologici.

### Tipologìa
rappresentazione per lo più schematica della forma più ricorrente nell'ambito di un genere. Viene presa a modello per indicare il portamento di una specie ascritta a un dato genere, di solito diverso da quello cui deriva la tipologia stessa; es.: Amanita vaginata, típologia Volvarioide, cioè simile alla forma più tipica nei funghi del genere Volvariella.

### Tissulare, tessutale
si dice di cosa relativa a un tessuto.

### Tomento
superficie pelosa in funghi a forma di cappello

### Tomentosa
si dice di solito della superficie dei cappello di certi funghi, ricoperta di una pelosità composta da peli fitti, fini, morbidi, molto corti, tale da conferirle un aspetto feltrato.

### Toruloso
noduloso gibboso

### Trama delle lamelle
il tessuto compreso tra i due strati imeniali di una lamelle i quali la rivestono su entrambe le facce. Secondo la sua struttura si distinguono diversi tipi: bilaterale: le ife procedono + simmetriche dal centro verso i due strati imeniali. Talvolta il subimenio è differente per cellule oppure ife diversamente conformate; inversa: le ife sembrano orientate dall'esterno verso il centro della lamelle; irregolare: le ife procedono intrecciate irregolarmente; regolare: le ife procedono ± parallele; mista: trama irregolare formata da ife con diametro e forma diversa

### Trama
in senso lato la carne del carpoforo; in senso più ristretto la trama delle lamelle, del cappello, del gambo, esclusi i tessuti di superficie (subcute, corteccia, subimenio ecc.)

### Tramale
riferito alla trama o nella stessa generato

### Trametoide
di carpoforo sessile o a forma di mensola con consistenza coriacea e pori di piccole dimensioni

### Traslucido
si dice di un corpo che lascia passare la luce senza tuttavia che si possano percepire i contorni. Esempio: il vetro smerigliato. È sinonimo di pellucido, ed è l'opposto di trasparente o diafano.

### Trichoderma
ife dello strato superiore del rivestimento pileico disposte ± verticalmente sulla superficie, ma non esattamente parallele e non formano uno strato imeniforme. Superficie da vellutata a leggermente tomentosa, può anche gelatinizzare.

### Tricoide
in micologia, si dice di pelo composto, esso stesso, da numerose finissime ife riunite in fascio, le quali formano, all'apparenza, come un unico pelo, con la caratteristica che i suoi numerosi filamenti si assottigliano man mano che procedono dalla base verso l'estremità libera, dove, alla cima, non ne risulta più che uno solo (talvolta il fascio può arrivare a 50 e più filamenti riuniti). Il pelo così composto è relativamente spesso, più o meno irto e rigido. Una «formazione di tricoidi» rappresenta quindi la particolare pelosità della base dei gambo di certi funghi o radici, perciò si dice anche che essa è provvista di tricoidi. Vedi anche Strigosa.

### Trimìtico
sistema ifale costituito di ife generatrici da cui si originano le strutture imeniali, ife scheletriche e di ife connettive.

### Troncato
si dice di un organo che presenta una troncatura. Il termine si applica alla cima o zona dei disco dei cappello, al bulbo di base dei gambo, all'estremità posteriore delle lamellule, alla sommità delle spore, ecc.

### Tubercolato
che è fatto a guisa di tubercoli. Il termine si usa per il margine dei cappello di certi funghi, solcato striato, in cui le striature hanno delle evidenti granulazioni sporgenti disposte a rosario: in tale caso il margine è detto «striato tulbercolato.

### Tubercolo
prominenza o rigonfiamento di un organo che può essere casuale, oppure normalmente esistente sullo stesso.

### Tubercoloso, tubercoluto
si dice di un organo che presenta sulla superficie delle piccole prominenze nodulose o di forma globosa. Il termine è anche sovente usato per indicare l'ornamentazione superficiale delle spore

### Tubuli, tuboli
organi tubolari che nelle Boletacee e nelle Polyporacee formano l'imenio, portando nel loro interno le spore.

### Tubuloso
si dice di solito dei gambo di un fungo quando si presenta come un tubetto gracile, internamente vuoto, con un sottile spessore tra la parete interna e la superficie esterna. Esempio: il gambo di molte Mycene.

### Turbinato
si dice del bulbo di base di certi funghi (Cortinari) avente la forma di un arco ogivale rovesciato e ottuso all'estremità. Esso può essere marginato oppure no. Secondo alcuni autori, turbinato è un bulbo dalla forma di trottola, ma il termine più indicato in questo caso è napiforme.

## U

### Ubiquitario
che cresce dappertutto.

### Uguale
si dice del gambo quando è pressoché cilindrico. Al riguardo delle lamelle, il termine è usato per indicare che esse non sono intercalate da alcuna lamellula e quindi hanno tutte la stessa lunghezza dal gambo al margine. Questa condizione, però, è poco frequente, ma può verificarsi particolarmente nelle Russule e nei Lattari.

### Umbellato
Cappello che ha la forma di un ombrello.
Esempi: Polyporus umbellatus, Hydnum umbellatum, funghi portanti numerosi gambi (con alla cima altrettanti cappelli) molto ramificati e disposti in modo da formare come dei mazzi, ovvero in forma d'ombrello.

### Umbilicato
centro del cappello sin dall'inizio incavato ± profondamente (in alcuni casi, es. Leptonia, soltanto leggermente ma allora colorato vistosamente più scuro).

### Umbonàto
(cappello) munito di umbone. A seconda della forma dell'umbone, il cappello sarà definito per lo più umbonato ottuso) oppure umbonato acuto.

### Umbone
piccola protuberanza elevata al centro del cappello: può essere ottuso, acuto, conico.

### Umicolo
si dice di alcune specie di funghi saprofiti che si sviluppano preferibilmente in un terreno ricco di humus, cioè in un substrato organico.

### Uncinate
si dice in particolare delle lamelle che, risultando smarginate nel punto d'inserzione al gambo, si prolungano su di esso con un piccolo uncino discendente che può apparire come un brevissimo filetto.

### Ungulòide
(tipologia) che ricorda la forma di una mensola capovolta o quella dello zoccolo di un cavallo. Frequente nei cosiddetti 'funghi del legno'.

### Unilaterale
l'imenio è sviluppato solo su una parte dei rami (spesso quella inferiore) (Ramaria)

### Uniseriàte
(spore) disposte su un'unica fila, come piselli nel loro baccello.

### Urniforme
Si dice di un basidio la cui parte basale si presenta fortemente panciuta.

## V

### Vacuoli
microscopiche inclusioni del protoplasma, ripiene di liquido, colorato o no. Per esempio, le ife o cellule dei cappello possono presentare numerosi vacuoli.

### Vaginato
si dice di solito dei gambo della Amanite provviste di una volva inguainante.

### Varietà
Specie particolare che differisce di poco ma costantemente da quella principale.

### Vellutata
si dice della superficie del cappello o del gambo quando ha l'aspetto del velluto, ossia quando è ricoperta di peli corti, molto fitti, morbidi e più o meno diritti. Esempio: il gambo della Flammulina velutipes.

### Velo generale o universàle
tessuto che avvolge completamente il prìmordium delle specie emiangiocarpiche e angiocarpiche. Può essere fugace, oppure avere una struttura membranosa (volva), od anche la consistenza delicata di una ragnatela, cioè una cortina (distinta da quella appartenente al velo parziale) che poi più o meno rapidamente scompare lasciando solamente delle tracce o dei resti fibrillosi, fioccosi o pruinosi sulle superfici. Può dar luogo a qualche formazione anuliforme, come l'armilla o all'anello a collare di alcune Lepiote.

### Velo parziale
velo di natura membranosa o filamentosa che ripara in gioventù la regione imeniale del carpoforo. Per via della crescita del fungo, il velo membranoso, teso tra il bordo del cappello e il gambo, si lacera rimanendo di solito unito al gambo sotto forma di anello orizzontale o pendente; talvolta qualche suo residuo permane sul margine dei cappello, ma poi sparisce. Il velo di natura filamentosa, o cortina, è pur esso, da giovane, connesso tra í! margine del cappello e il gambo, ma sparisce quasi dei tutto a maturità del fungo per via della sua estrema leggerezza e ne rimane talvolta solo qualche resto attorno al gambo a simulare una specie di anello. È sinonimo di lipsanenchima.

### Venòso congiùnte
(lamelle): unite tra loro da nervature trasversali; è sinonimo di anastomizzate e anastomosate.

### Ventricòse o ventrùte
(lamelle): notevolmente 'ingrossate' nella parte mediana. È sinonimo di bombate.

### Vergata
si dice della superficie del cappello di un fungo quando presenta delle fibrille raggiate, innate, che si staccano dal fondo per il colore solitamente più scuro.

### Verminato o Verminoso
si dice di un fungo quando è invaso internamente dai vermi, dalle larve.

### Verruca
prominenza superficiale di varia forma presente sul cappello come residuo del velo generale

### Verrucoso
si dice soprattutto delle spore o del rivestimento del cappello e del gambo quando hanno la superficie ornata di verruche.

### Vicariante
termine che indica specie che si alternano una all'altra in diverse zolle di crescita.

### Villoso
più forte che “tomentoso”, ricoperto cioè di peli irti e piuttosto grandi e distinti.

### Viràggio
(in micologia termine non proprio "calzante", che indica un cambiamento di colore che il corpo fruttifero manifesta per ossidazione all'aria qualora esso venga sezionato, oppure tramite strofinio o pressione su alcune sue parti ('viraggio forzato"). Esso è anche condizionato dal tasso di umidità presente nel fungo. Il viraggio può altresì manifestarsi mediante il contatto del carpoforo con particolari reagenti chimici. Non si parla invece di viraggio quando si osserva un graduale e naturale mutamento di colore del corpo fruttifero dai primi agli ultimi stadi di vita (viraggio spontaneo?).

### Virànte
Carne che cambia colore in modo naturale (viraggio spontaneo) o per fattori esterni (es. a contatto con un reattivo chimico). È sinonimo di cangiànte e l'opposto di immutabile.

### Viroso
si dice dell'odore o del sapore sgradevole di un fungo. Il termine è prossimo di “nauseoso”

### Vìscìdulo
(cappello, gambo, superficie): appena viscoso al tatto.

### Viscoso, viscido
si dice dei cappello e dei gambo di un fungo quando le loro superfici sono ricoperte di uno strato molle e colloso o appiccicoso.

### Vìtreo
(carpoforo o una sua parte): con carne esigua e molto igroscopica, così da apparire quasi trasparente, come fosse di vetro.

### Volatile
dicesi di sostanza che ha tendenza a vaporizzarsi facilmente.

### Volva
il velo generale che avvolge completamente il carpoforo, da giovane, di alcune specie (Amanite), di natura membranosa e tenace, che a maturità del fungo si rompe residuando alla base del gambo dove assume aspetti diversi: inguainante con estremità libera più o meno lobata, circoncisa, circellata ad anelli dissociati. Alcuni resti a placche, o di forma verrucosa, restano talvolta, in alcuni soggetti, sulla superficie dei cappello.

### Vuoto
si dice di solito del gambo quando è vuoto internamente. A seconda della sua dimensione e forma, un gambo può essere: “cavo” se esso è robusto, grosso e molto vuoto; “vuoto” se non è molto spesso e molto vuoto; (per questi ultimi quattro termini, vedi le voci relative).

## X

### Xantocroico
Termine che indica un carpoforo che si colora di bruno scuro in soluzione KOH.

### Xantospòrei
Funghi le cui spore in massa (sporata) variano dal giallo paglia al giallo zafferano attraverso tonalità intermedie. Di solito vengono inclusi nei funghi Leucosporei.

### Xeròfilo
Fungo che predilige ambienti caldi e asciutti.

## Z

### Zigoconidi
Nei funghi del genere Christiansenia, su entrambe le parti di una parete di separazione, si formano conidi piccoli e rotondeggianti che si saldano di fianco l'uno con l'altro formando zigoconidi unicellulari.

### Zigospora
Spora a parete spessa, tipica degli zigomiceti, prodotta dentro strutture dette zoosporangi.

### Zona anulare
Residuo più o meno visibile e consistente di un velo sotto forma di piccolo anello. Può essere considerata sinonimo di pseudoanello ma non di zona cortinale.

### Zona cortinàle
Residuo di una cortina colorato dalle spore mature. È evidente in molti Cortinarius con bulbo marginato.

### Zonato
Si dice del cappello quando la superficie è ornata di zone concentriche multiple, che si staccano dal fondo per un colore diverso o per una diversa formazione del tessuto, tanto da metterle in risalto. Anche il gambo può, in diverse specie, essere zonato (es. Amanita e Lepiota); in tal caso però le zonature, conformate sovente a zig-zag, sono disposte in successivi livelli.

### Zoospora
Particolare tipo di spora dotate di strutture (flagelli) che ne permettono la mobilità.